# 井上喜久子
井上 喜久子（いのうえ きくこ、本名：熊谷 喜久子〈くまがい きくこ〉、旧姓：井之上、1964年9月25日 - ）は、日本の女性声優、ナレーター、歌手。所属事務所はオフィスアネモネおよびベルベットオフィス（ナレーション部門のみ）。長女は声優の井上ほの花。

## 略歴
1988年
声優として初めてテレビアニメ『ハーイあっこです』女学生2役とOVA『あいうえおアニメ 世界名作童話全集』えいごのおねえさん役を演じる。
1994年
声優グランプリ創刊号の表紙を國府田マリ子とともに飾る。
1995年
岩男潤子と声優ユニット「おさかなペンギン」を結成。
1996年
5月に高校時代の同級生と結婚。
1998年
2月に長女・井上ほの花を出産。長女はラジオなどで「ほっちゃん」と呼ばれる。
1999年
10月1日から、それまで所属していた江崎プロダクション（現：マウスプロモーション）を離れフリーになる。後に実姉と共に個人事務所オフィスアネモネを設立。
2003年
1月から、ナレーション部門のみベルベットオフィスに所属。
2007年
まるたまり、ピアニストの小笠原純子と共にユニット「ワイルドストロベリー」を結成。アニメソングを大胆にアレンジした音楽活動を行っている。
2010年
3月6日第4回声優アワードにて、助演女優賞を受賞。
2016年
2月16日第10回声優アワードにて、高橋和枝賞を受賞。
2022年
9月24日初の自叙伝『 井上喜久子17才です「おいおい!」』を主婦の友社より発売した。この本についてロングインタビューで3部構成となる文春オンラインで10月20日公開された。
10月20日この日自身のTwitterにて、17歳と1万5000日を迎える。

## 来歴

### 声優になるまで
東京都で生まれる。元々は東京で生活をしていたが、幼稚園の年長ごろに神奈川県横須賀市に引っ越しをする。
小・中・高、短大生のころまで含めても、表現することにまったく興味がなかったが、本を読んで想像することは好きだったという。姉は宝塚のファンで演劇部に所属していたこともあり、一緒に舞台を観に連れて行ってもらったりしていた。しかし影響されて「自分から表現したい」と思ったりすることはまったくなかったという。
井上の最古の記憶は、母親と離れるのが嫌で幼稚園に行くことを拒否して泣いていたことだというが、その在園時のクリスマス会で、キリスト降誕の舞台劇に登場する女神を演じたのが、人生初の芝居経験だったという。子供の時はぼーっとした子供で、マイペースで、読書好きで空想して遊んでいたという。小学校の低学年から中学時代までは外で遊ぶことが多く、友達と池でザリガニ釣りをしたり、野原に作った秘密基地で、ままごとや人形ごっこに興じていた。実姉ともよく遊び、姉の友達とよくケイドロ（井上の住んでいた地域では『どろじゅん』と呼んでいた）をしていたという。ままごとでは母役が多かったという。そんな遊びの中で近所の駄菓子屋へ通うようになり、駄菓子屋が本屋の仲介もしていた関係から、小学1 - 2年のころに、母親が世界名作童話集を定期購読で買い与え、毎月届く童話を読むことが井上の日課となった。井上は童話を読む際、無意識に発声して読んでいたといい、そのころから声優を目指す予兆があったと自著で語っている。小さいころに職業としての声優があることを知り、なんとなく「面白そうだな」という漠然とした憧れはあったという。
中学生の頃は、ピンク・レディーが好きであり、姉と2人で一緒に歌って踊っていた。そのころの将来の夢はテレビドラマで流行していたスチュワーデス、学校教師、花屋、お嫁さんのように女子が憧れる職業になりかたったという。小学4年生の時に1か月くらい入院し、その際にお世話になった看護師が優しかったため、看護師になりたいとも考えていた。中学生まではピアノをしていたが、講師が亡くなってしまったため辞めたという。
中学時代から色々と本を読み始め、高校時代には完全に読書に熱中して、制服のポケットに文庫本を入れていたという。中学時代に星新一の作品を教科書で読み、「すごく面白い!」と思い、本屋でショートショートを買ったのが、読書に熱中するきっかけだった。その後、『どくとるマンボウ』シリーズの北杜夫も教科書を通して好きになった。中学時代はギター部、高校に入ってからは『エースをねらえ!』に影響されて軟式テニス部に入部するも、向いてないと自覚して3か月で退部、一転して帰宅部となり、文学に読み耽るようになる。文学少女になるきっかけは高校時代、本屋に行った時の三島由紀夫のコーナーで、たくさん本が並んでいる中で、「まずは一番ページの細いものを読んでみよう」と思い手にとった『仮面の告白』で、そこから石川啄木や太宰治を好んで読むようになった。太宰治の作品でお気に入りは『斜陽』や『人間失格』のような暗めの作品。宮本輝の小説もテレビドラマから入り、すごく読んでいたという。
高校生になってからは、本が好きなため、漠然と図書館司書や国語の教師になりたいと思うようになった。高校時代は単独行動が多く、横須賀のジャズ喫茶で読書をしたり、授業後にふらっと海で泳いだりしていたという。高校3年になると外の世界に興味を持ち、生まれて初めてシェーキーズでバイトを経験し、店長から「笑顔がとても良い」と褒められて自信をつけ、そのバイト先で知り合った友人と2年間、水曜ロードショーで放映された『ビッグ・ウェンズデー』に影響されてサーフィンに打ち込むなど、刺激的な生活を送る。しかし、将来の道筋を考える重要なタイミングであった高校3年生の時に、大学に進学して勉強したい気持ちにはなれず、かと言って就職する実感も湧かず、自分でもよくわからないくらい何もできないスランプを味わう。
高校卒業後は、別に秘書になりたかったわけではないのだが、本人曰く「何となく」秘書科のある専門学校に進学したものの、「やっぱり勉強がしたいな」と思って長続きせず、半年後に辞める。その後は教員となるために、短期大学で中学校の教員免許（国語）と、図書館司書の資格を取得したが、教育実習先の中学校で、生徒に見くびられ放題だったことに愕然とし、授業中に男子生徒数人が教室でバドミントンを始めた際に注意できなかったことが決定打となり、教師は叱ることも仕事だったが、「愛情だから、叱らないといけないんだけど、私にはできない!」と教師になることを挫折する。
教育実習は、就職活動の一環でもあっただけに、友人たちが仕事が決まる中で、井上は教師に挫折したことから将来に対して悩んでいたが、計算ができず、家計簿をつけることも事務職にも向いていないと不安を募らせていた。その時期に『アタックNo.1』の再放送を見て、その放送回が非常に感動できるエピソードであり、大人の自分をこんなに感動させたことに感銘を受け、頑張っている鮎原こずえの姿に心を打たれていた。その際に「これって誰がしゃべってるんだろう?」とふと思い、「この声を出しているのは声優さん? 声優さんっていいかも……!!」と雷に打たれたような衝撃だったといい、姉が持っていた雑誌『an・an』の広告欄にあった東京アナウンスアカデミーの声優コースの募集を見て、すぐに電話して声優を志す。
その後、昔から好きな声の人物である増山江威子がいたことに気付いたという。子供のころはテレビの中から増山の声が聞こえてきて、増山の声が聞こえるたびに反応していたが、その時は誰の声なのか分からないため、アニメを見て「あの人の声だ！」と思っていたという。ヒロイン役だけではなく、ちょっとした役でもその声を聞くだけで増山と分かるという。その頃から色々なアニメを見ていたため、声がテレビから流れるたびに、「あー好き、この人の声好き!」と思っており、声優の勉強を始めてから、その「好き」が繋がったという感じだったという。増山とはプロになってから、仲良くさせてもらっているという。久川綾が増山と同じ青二プロダクション所属なため、井上のことを紹介してもらい、毎年皆の誕生日にお祝いで食事に行ったりするくらい、仲良くさせてもらっているという。井上曰く増山は会うたびに、たくさんの愛をくれる、「永遠に憧れの人」、と語る。
短大卒業と同時に恵比寿にある同校の1年コースに入所、授業料は全て近所の花屋のバイト料で賄い、親の援助を受けなかったが、両親はまったく反対しなかった。また井上の友人も「きっこ（井上）は会社員じゃないから」と、喫茶代を全額立て替えるなど、応援してくれたという。地元の友人に伝えた時は、きょとんとしていたが、あまりたくさんの人物には話していなかった。その後、しばらくは、ほとんどの人物が就職していたことから友人に会うと、皆ご飯をごちそうしてくれたという。入所した時は、「絶対に声優になろう」と決めていた。一度挫折しているため、ここで挫折したらもうおしまいという崖っぷちであり、なおさら声優への思いが急激に高まったような気がしていた。その時に「ここでダメだったらこれから先は何をやってもダメだ」のような気持ちになり、養成所ではものすごく気合いを入れて授業を受けており、「クラスの中で、一番声優になりたいと思っているのは私だ！」くらいの気持ちで考えていた。「みんなより上手くなるために」と思い色々工夫しており、たとえば先生から「毎日1回『外郎売り』を朗読しなさい」と言われたところ、「よし、私は毎日3回やろう。しかも1回ごとに声の高さを変えてやろう」と思っていた。発声練習は周囲の迷惑になることから家ではなかなかできなかったが、バスタオルを巻いた物を口に当てて声を抑えながら毎日続けていた。短大時代までは姉から舞台や芝居に誘われても行かなかったくらい役者の世界に興味がなかったが、そんなことを続けていたため、両親と姉は「どうしちゃったんだろう、この子は」と思っていた様子だという。当時はヘコむことばかりで、その頃の日記帳を読んだところ笑ってしまうくらい毎日落ち込んでいた。しかし落ちているからこそ、這い上がる自分がおり、「ただがむしゃらに、とにかく頑張ろう」と思ったという。
週1の夜学レッスンを受けて課程修了後、オーディションを受けて江崎プロダクション（現・マウスプロモーション）付属養成所にさらに2年通う。養成所時代は、先生の述べていたことを素直な心で受け止められたことは、とても良かったと語る。養成所時代に講師を担当した納谷六朗から「台本チェックには書き直せるシャープペンシルを使うと良い」、「台本チェックは必ず鉛筆で」、「ボールペンで書くと台本がどんどん汚れて、読みにくくなるから」と助言され、今でも台本のチェックにシャープペンシルか鉛筆を用いている。ある時、ふと周囲を見渡していたところ、鉛筆でチェックしている人物は半分もおらず、その先生が言った一言を信じ、「ここでやってきているんだな」としみじみ感じていた。2011年時点では、ラジオの時はキラキラしたかわいいペンを使って楽しんだりしているが、台本チェックは必ずシャープペンシルで書いており、「本当にいいことを教わったなぁ」と思っていたため、ある時仲良くなった新人にこの話をしていた。その場では「やってみます!」と言っていたが、あとでその人物を見ていても、鉛筆を使っておらず、それはそれでショックであった。幼なじみにはいまだに「喜久子が声優をやっているっていうのが不思議でしょうがない」、「声も小さいほうだったし、舌足らずだったよね」と言われるという。養成所時代に才能が見えてないはずだが、一生懸命自分なりにレッスン方法を編み出したり、先生に可愛がってもらい、「少しずつどうにか歩んで来れたのかな」と語る。養成所時代から色々仕事を貰ったり、収録などへ連れて行ってもらっていたため、周囲の友人からは「喜久子ちゃんは大丈夫だよ」と言われたりしていた。養成所卒業と同時に江崎プロダクションにジュニアとして所属する。その当時、ネガティブなタイプで「自分はダメだ」と思ってしまう人物であったことから、合格した時は夢のような気持ちであったという。。2014年のインタビューでは、テレビを見ている人物が声を聞いて「『あっ、井上だ』と思ってもらえるような声優になりたい」と思っているという。

### 声優デビュー
養成所に入所してから数か月後にTBSの『報道特集』のボイスオーバーで声優デビュー。スタッフに「声優の方、こちらへどうぞ」と言われたその時の嬉しさは2011年時点でもはっきり覚えており、第三者から「声優」と呼ばれたことが、嬉しかったという。当時は凄く緊張しており、神奈川に住んでいたため、東京にも慣れておらず、その仕事も納谷六朗が、新橋SL広場で待ち合わせて連れて行ってくれたくらいだという。そのような形で親心のように周囲から支えてもらったため、なんとか仕事をこなせたと語っている。アニメは『ハーイあっこです』の女学生2、吹き替えは映画『スペースキャンプ』の端役が初出演だった。事務所に所属してから、1989年に放送を開始する『らんま1/2』、『ミラクルジャイアンツ童夢くん』で2本のレギュラーも決まった。当時は『らんま1/2』の天道かすみ役のオーディションに受かり、同役でブレイクした。しかし当時は吹き替えの仕事が多かったため、アニメ特有の原音のない無音中の芝居に苦戦し、台本も当日渡される状況下の中、パニックの状態で演じていた。しかし同作品の収録現場で、周囲の声優たちから、キャラに関連付けて「お姉ちゃん」と呼ばれるようになり、これを気に入って、後の愛称となる。日髙のり子や高山みなみからは「お姉ちゃん、ここはゆっくりだよ」、「ここは口パクがこうだよ」など色々教えてもらい、「本当にありがたかったな」と感じている。当時は勘の悪い新人で、収録では毎回落ち込んでいた。『らんま1/2』を収録していたスタジオは、東京タワーのふもとを通って通っていたため、落ち込んだ帰り道は、東京タワーを見上げて「やっぱり高いもののふもとはこんなに太くて、がっちりしてるんだ。やっぱり基礎があるから高くなれる。基礎は大切なんだな」などと思ったりしながら帰っていたという。あまりにも落ち込んでいたところ、帰り道が同じであった佐久間レイが、電車で励ましてくれたり面白い話をたくさんしてくれたため、元気を取り戻し、次の週はのほほんと収録してしまったりと、そういったことの繰り返しであった。しかし、自分の憧れの世界に入ることができたため、スタジオに行くのは毎週嬉しかったという。デビュー当初は、地声的に男の子役が適任と考え、事務所にその旨を要望するも、「女の子で売った方が良い」と諭され、デビューしてから数年間は「穏やかなお姉さん」「優しいお母さん」役、『ああっ女神さまっ』のベルダンディーのような清楚な女性役が多かったが、1990年代後半ごろからは少年役や、強い女性、気性の荒い悪役などもこなすなど、役幅が広がっている。
2001年ごろに、アニメ『キャプテン翼（第3作）』の主人公の翼（幼少期）を演じた際、朝日新聞のCMナレーションをキャラ声で歌う仕事があり、企業名の部分を担当するナレーターの垂木勉と同日収録となり、当時、垂木に同行していたベルベットオフィスの社長から直々にスカウトされ、ナレーションのみを業務提携することになったが、井上が個人事務所であったため、実現できたのだという。現場での台本渡しによる1発録りや、視聴率が上がらないとナレーターが真っ先に代えられるなど、ナレーター業界の厳しさに驚きつつも、ベルベットオフィスの社長から「ナレーションは30歳を過ぎないと説得力が出ないので、年齢は高いほど良いです」と言われ、希望を感じたという。

## 人物

### 交友関係
『らんま1/2』で、芝居の助言や励ましの言葉を送り続けた日髙のり子と佐久間レイを恩人と慕っており、後年に出版した自著にて「心からの『ありがとう』の気持ちでいっぱいです！」と感謝の言葉を記している。同じく『らんま1/2』で共演していた高山みなみとは、2010年時点でも付き合いをさせてくれるという。1990年代は冬馬由美、久川綾と仲が良く、イベントやライブでの共演も多かった。國府田マリ子とは『ママレード・ボーイ』で共演して以来の親友である。
後輩声優の内田真礼は、目標とする人物に井上を挙げている。

### 永遠の17歳
自らを「（永遠の）17歳」と称しており、周囲に「おいおい！」とツッコミを入れさせることまでがパターンとして定着している。元ネタは、1998年から1999年まで放送された文化放送のラジオ番組『かきくけ喜久子のさしすせSonata』の冒頭挨拶で、相方だった声優の山本麻里安が「山本麻里安、16歳です」と挨拶し、「井上喜久子、16歳です。おいおい」の挨拶が続く、番組の台本に沿った台詞であったが、番組中に山本が17歳になり、それに合わせて井上の台詞も17歳に変更された。しかし山本が18歳になった際、井上は「17歳という言葉には、16歳にも18歳にもない甘酸っぱい響きがある。17歳は特別な感じがする」と考え、17歳のままでいることを決意し、番組の公開録音や、番組とは関係のない媒体の挨拶でも、「井上喜久子、17歳です」と発言するようになった。そんなある日、アニメ『舞-乙HiME』の収録現場にて、共演者だった声優の田村ゆかりが、「お姉ちゃん、私も17歳と言っていい？」と了解を求め、井上が快諾した際、「じゃあ17歳教に入って良いの？」と聞き返した。井上の記憶によれば、17歳教という言葉を初めて使ったのは田村ゆかりで、井上も面白いと感じて「入って、入って！」と入会を促したという。その数か月後に、田村とラジオ番組で共演していた声優の堀江由衣から入会の問い合わせがあり、その後も、17歳のままでいる「井上喜久子、17歳です」という自己紹介を真似て「永遠の17歳」を宣言する声優たちが次々と現れたことから、「17歳教」は1つの生き方として確立することになった。17歳教に入信する1つの目安として『ドモホルンリンクルが気になるころ』と挙げている。「17歳教」は2008年の新語辞典「現代用語の基礎知識2008」（自由国民社）に収録された。これが、女性声優を“生年非公開”（=夢の国の住人）とさせることに繋がっている。井上自身は「『17歳です』と言ってはいても、若作りをしたいわけではないし、若いことだけが素晴らしいとも思っていません」「若い時には乗り越えられなかった悩みも、年齢を重ねて経験が増えると解決できたりするので、いいことだなと思っています」「若い人が今つまらなくても、『諦めなければ、年を重ねてから楽しくなるよ』と言いたいです」と語っている。また、収録帰りの電車で偶然一緒になった若本規夫から、健康管理についての助言を受けたことがきっかけで、鍛えることの大切さを知り、17歳の声を維持するために、発声練習や腹筋運動をあさイチの日課としている。具体的には、起床後、最寄りの神社の方角に手を合わせて心を落ち着かせ、お湯を沸かして白湯をコップ一杯飲み、口を濯いでから腹筋と発声練習を15分行うルーティンを毎日行うことで、安定した生活を送れているという。

### 家族
母親は、井上が「信じられないくらい優しい人」「この人は本当は天使様なのかも」と語るほど温厚な人物で、幼少期の井上に対して「いいのよ、ゆっくりで」「大丈夫よ」といつも穏やかに語りかけていたという。
父親は、広告代理店に勤めるサラリーマンだったが、絵に描いたような真面目な性格で、早朝に会社へ電車で出勤し、退社するとまっすぐ家に帰って来て、家で酒を少し嗜むという生活を送っていたが、正月は必ず『春の海』をBGMに、家族全員が着物を着て、年始の挨拶をするイベントを行う習慣を持っていた。また、セミプロのジャズドラマーであり、休日はジャズやムード歌謡、浪曲をレコードでかける音楽好きでもあり、井上が後にアニソンをジャズ風にアレンジするユニット『ワイルドストロベリー』を組むきっかけとなった。
実姉は井上より3歳年上で、井上が所属する事務所のオフィスアネモネの代表であり、井上のマネージャーも務めている。
長女・ほの花も同事務所に所属していて、17歳の誕生日を迎えた2015年には声優・歌手としてデビュー、さらに2017年には『異世界はスマートフォンとともに。』にて姉妹役で共演を果たしている（姉・オリガを喜久子が、妹・アルマをほの花がそれぞれ演じている）。2018年には、『パズドラ』（母・卯月佳乃を喜久子が、娘・卯月さくらをほの花がそれぞれ演じている）、『メルクストーリア - 無気力少年と瓶の中の少女』(妖精の国の春を統べる女王フロイレイダを喜久子が、その娘の王女サローディアをほの花が演じている)にて母娘役で共演を果たし、『邪神ちゃんドロップキック』でも第11話の「風船を木に引っ掛けた親子」のシーンにて親子役で共演をしている。

### 役柄・演技
- 悪役を演じる際は、直前まで素の状態を保ち、マイク前に立った瞬間に芝居に入るスタイルを採っている[64]。
- ホラー映画のリハーサルを自宅で行う際は、叫ぶ場面では近所迷惑にならないよう、バスタオルを口に当てて台詞の練習をしている[65]。
- 話し方の語尾に、息が混じって可愛らしい喋りになる癖があり、ナレーションでは、語尾をハッキリ締めることを心掛けている[66]。
- 演じるキャラクターに「決め台詞がある」、「グッズが出る」。この2つは、声優の二大うれしいであると、自著で語っている[67]。
- 毎日努力されていることは腹筋であり、プロになってから5、6年目、共演していた女性の先輩に「喜久子ちゃんは、もっと腹筋を鍛えないとダメね」と言われたことがあった[40]。同じ現場で仕事をしている先輩にダメ出しされたことが、その時は凄くショックで、ちょうどそのころ、「自分は声量がないな」と悩んでいたため、なおさらであった[40]。それで、その日から腹筋をしっかり頑張っていたところ、声が変わってしまった[40]。「腹筋は声優にとって、すごく大切なものなんだ」と気づくと同時に、「なんで今まで腹筋をしないでここまで来ちゃったんだろう」と怖くなってしまうくらい、違っていた[40]。腹筋がなければ「私の人生もっと楽しいんだろうな」と思うこともあるが、疲れていても、眠くても、毎日だいたい100回はしている[68]。それにプラスして、自分なりにお気に入りの腹筋をしたりしている[68]。普段の生活でも、背もたれずに、少し背中を後ろにしていると腹筋のトレーニングになるため、いつでもしている[68]。スタジオでも自分の出番ではない時は、いつもしているという[68]。
- 感情的な台詞は、どれだけ自分の内をほとばしるパッションではじけさせるか、感性で言う。冷静に物事を伝える場面では、自分の中で言葉をしっかり咀嚼して、説得力が出ることを意識するのが大事と述べている[69]。
- デビュー以来、担当することが多い母親役については、「『お母さん』という属性を意識しなくても、1人の女性として演じればキャラクターが成立する」と述べている[70]。昔はヒロイン役などを演じていたことはなく、お姉さん、母親役といった大人の女性役が多いような、地味なタイプであった[29]。「自分でもそういうポジションが居心地がいい」と感じていたが、色々と演技で必要以上に悩むことも多く、考えすぎて悩みを育ててしまうようなところがあった[29]。そんな感じで落ち込んでいた時、地元の友人に誘われてスポーツクラブに行ったが、体を動かして汗を流してふと休んでいた[29]。その時に、暗いトンネルを抜けたところ、まぶしい春の国が広がっていたような感じで霧が晴れたような爽快感があり、「こんなに悩んでばかりいても良くない」と思った[29]。その後は色々なことを楽しんでやれるようになり、その日を境に、性格も考え方も変わった[29]。笑顔でいたく、周囲にも笑顔になってほしく、「そのためなら何でもできる」と思えるようになったという[29]。
- 祖母や老女を演じる際は、「深みのあるところを演じられる喜びがあるので、人生経験を経た言葉の重みを大事にしている」と述べている[71]。
- 悪役を演じる際は、「黒い影が濃ければ濃いほど、主人公や、幸せな光の世界の美しさが際立つ」「役を頂いたからには、自分に表現できる限りの悪、真っ黒い部分を出したい」と述べている[72]。
- 2010年時点ではものすごく怖い役、悪い女役が増えてきており、私生活では口にしておらず、聞くこともないようなセリフが言えるため、演じていても楽しくてわくわくしている[29]。そのきっかけになったのは、『キャプテン翼』だったと語り、「井上喜久子は男の子役もできるんだ。あの声が出るんだったら、こんな役もできるんじゃないか」と思った人物が、声をかけてくれるようになったのかもしれないといい、『キャプテン翼』が一つの転換期になった[29]。男の子役からクールな女性、悪女というふうに、徐々に幅が広がっていったという[29]。
- アニメのアフレコと外画の吹き替えは、演じるハートは一緒でも、技術的には違うと考えており、「アニメでは細いサインペンで描くところを、外画では筆で描くような感覚」と例えている[73]。
- 外画の吹き替えに関して、「国によって、情熱、表現、感情に違いはあっても、誰かを大切に思う気持ちや、愛するゆえに涙が出てしまうのは、どの国でも変わらない」と述べている[74]。
- アニメやゲームでは「女性は若ければ若いほど良い」という風潮があり、演じるキャラクターにも因るが、若い女の子の話が多いため、「女性声優は年齢を重ねるほど辛いと感じる人が多いかもしれない」「頑張って10年、20年とやるほど、逆に厳しい状況になることもある」と述べている[75]。

### 持ち役について
- 『らんま1/2』に登場する天道かすみ役については、オーディションを受けた際、可愛く声を作って演じていたが、音響監督の斯波重治から「その声は地声ですか？」と問われ、「地声です」と嘘をついて受かったことを今でも後悔しているが、その声で毎回収録に臨むうちに、本当の地声がどれか分からなくなってしまったという[76]。
- 『ふしぎの海のナディア』に登場するメディナ・ラ・ルゲンシウス・エレクトラ役については、スタジオに貼られていたキャラクター絵を見た瞬間に演じてみたいと思った役柄で、当時、吹き替えの仕事で多く担当した秘書や弁護士、若い警官のような雰囲気で演じたのが上手くハマったという。特に第22話『裏切りのエレクトラ』は、新宿の収録スタジオで台本を渡された瞬間に読みたい気持ちが抑えられず、帰宅途中にデパートのトイレで先読みをして号泣し、帰宅後も号泣が止まらず、その感情のまま本番当日を迎えてしまったが、数多い経歴の中でも、自分の感情とキャラの感情、作画と台詞のタイミングが全て合っていた忘れられない収録回になったという[77]。
- 『ああっ女神さまっ』のベルダンディー役については、当初「こんなかわいい女の子は無理かも」と戸惑ったが、神様である以上、演技に神々しさを出さなければいけない反面、出し過ぎると近寄り難くなるため、そこに温かみを加えるバランスを常に意識していたという。そのため、リアルな人間にありがちな、喋る途中で声が裏返る、掠れる表現を一切しないことを心掛け、話す言葉に関しても、トーンや高さ、感情の入れ方を、一つひとつ、塗り絵の色分けのように細分化したうえで演じるという細心の注意を払った結果、収録が終わるたびにドッと疲れが出たというが、10年以上関わる中で、テレビ放送の最終クールごろには、安心して演じることができるようになったという[78]。
- 『しましまとらのしまじろう』のお母さん役については、当初は母親ではなかったため、優しかった自身の母親のイメージで演じたため、ディレクターから「もっとちゃんと怒って。お母さんはそんなに優しく言わないでしょう」と指摘され、叱る演技をしっかり演じるよう心掛けるようになったという[79]。
- 『怪盗セイント・テール』の深森聖良役については、キャラ設定のシスターに今まで縁がなかったうえに、説明台詞をしっかり言う難しい役どころで、いつも緊張しながら演じていたが、ある時、共演者の1人から「『が』が鼻濁音になっていない」と指摘され、当時ネガティブな性格だったために、パニックに陥ったこともあったが、2019年に原作25周年記念でイベントを主役の櫻井智と共演者の岡野浩介の3人でやった際、「ブルーレイで子供と一緒に観ています」と参加した当時の視聴者から告げられ、「アニメは生き続けている。尊いですね」「いつの時代も変わらない、女の子の夢が詰まっているんでしょうね」と後年語っている[80]。
- 『機動戦士ガンダム第08MS小隊』のアイナ・サハリン役については、オーディションで受かったが、OVAであったため収録が月1で、テレビアニメのように毎週、役の気持ちを積み上げて、まとめていくことができず、キャラクターの髪もショートカットで、ロングヘアである自身と、役のシンクロが中々できずに苦労したが、主役を演じた檜山修之の熱量に驚愕し、「私も心を揺さぶられて演じることができました」と語っている[81]。また、収録当時は妊娠中で、その姿を見た同作品の後任監督であった飯田馬之介は、身重の井上に感化され、物語の結末を「自分的にはハッピーエンドだった」と述べている[82]。
- 『キャプテン翼（第3作）』の大空翼（少年時代）役については、デビューから13年目にして待ち望んでいた人間の男の子役だったが、作品のネームバリューに対してのプレッシャーも大きく、「楽しい」より「必死で」向き合った役であったという。元々、同じ音響制作会社の神南スタジオが担当した『真・女神転生デビルチルドレン』で、獣キャラクターの男の子役を演じた実績から、本作のオーディションを受け、役を勝ち取ったが、作品の特筆上、登場人物の多さから、演じる声優たちも多人数となり、主役ながら複数のマイクを移動して収録するマイクワークに苦労して、パニックを起こす状態にまでなったが、参加声優の1人だった高乃麗が気を利かせ、井上が専用に1本のマイクを使えるようマイクワークを変更させたことで、セリフに集中することができたと語っている[83]。
- 『サクラ大戦3〜巴里は燃えているか〜』のロベリア・カルリーニ役については、決め打ちのオーディションで役が決まったが、「巴里始まって以来の大悪党。懲役1000年」のキャッチコピーが書かれた設定資料とデザイン画に、思わず「この役、私がやるんですか？」と二度見したという。プロデューサーだった広井王子は、外画の吹き替えでのシリアスな演技を参考に「行けるんじゃないか」「一人ぐらい変わり種を入れたかった」という気持ちから起用に至ったが、あまり出したことのない芝居に、当初はダメ出しも多く、収録は細かく丁寧に行われた。また本作品は、同キャストによる舞台を行うという特筆事項があり、オーダーメイドで誂えたコスプレ衣装に苦闘し、稽古では台詞よりも歩くことから始めなければならないほどだったが、観客からのコンテンツ愛の大きさに、涙が出るほど嬉しかったと語っている[84]。
- 『おねがい☆ティーチャー』の風見みずほ役については、声優人生で初めて、「演じた」ではなく「生きた」と思えた役どころだったと語り、作品の舞台になった長野県の木崎湖に聖地巡礼を行い、海ノ口駅に置かれたノートに記帳もしたという。その体験から、「アニメ作品が夢のような場所で、私たちが今生きている世界が現実だとすると、木崎湖は夢と現実の中間のようなイメージがあります。そんなふうに思える作品とキャラクターに出会えたことが、私には宝物です」とも述べている。また決め台詞の「最優先事項よ！」は、作品外でも使うほどお気に入りであるという[85]。
- 『ひぐらしのなく頃に』の園崎茜役については、「絵に描いたような極妻感」と評し、元ネタの『極道の妻たち』をテレビ視聴していたこともあり、女優としてだったら、振られても絶対できない役だったが、声優としてなら、ものすごいエネルギーを放出する感じになったが、心と魂を込めて、不思議とできてしまったと語っている[86]。
- 『コードギアス反逆のルルーシュ』のセシル・クルーミー役については、オペレーターというキャラクター設定上、台詞を的確、明確に話す場面が多く、彼女がオペレーターとして振る舞う時は気が抜けなかったが、共演者に同年代の声優が多く、年長者ゆえに、スタジオでポツンと一人でいることが多くなりつつあった時期であったため、本作品の収録に行くのが楽しかったと語っている[87]。
- 『鋼の錬金術師 FULLMETAL ALCHEMIST』のラスト役については、大人の階段を少しずつ上がってきたからこそ、演じられた役だと語り、キャラクターのデザインから、鋭さと色っぽさを合わせた感じで演じたが、「色っぽ過ぎる」とダメだしされると、「すいません。地が出ちゃって」と、冗談を返す余裕が出てきた自分に嬉しくなったという。特に最後の場面は印象に残っており、「あなた（ロイ・マスタング）みたいな男にやられるのも悪くない」という台詞を収録したスタジオの張りつめた空気感を、今でもよく覚えているという。また、収録から10年以上経って、先述の最後の場面をゲーム用に新録し、「10年経って、またできるのは、とてもうれしいですね」とも語っている[88]。
- 『HUNTER×HUNTER（第2作）』のパーム=シベリア役については、「あんなにおかしな人はいない（笑）」「こちらの想像を超えてくる大好きなキャラクター」と語り、「オーディションで受かったが、あの時期だからこそできた役。放送の5年前だったらできなかった気がする」とも語っているが、原作絵を見た瞬間に、入り込み易い役柄だと感じ、声作りに関しては苦労した記憶はないという。また収録時は、彼女のような奇天烈な役が演じられることに、楽しさを感じたとも述べている[89]。
- 『有頂天家族』の母（下鴨 桃仙）役については、オーディションで、キャラクター設定にもある宝塚の男役になる場面があったが、事務所の社長をしている実姉が宝塚を目指し、自身も姉に連れられて何度も観劇した経験から、直ぐにイメージすることができたという。正体が変幻自在に姿を変える狸という設定もあり、演じる楽しさがあったと語る一方、「大」の文字を3つ並べるほど、原作愛が深いこともあって、放送終了後には、作品の舞台となった京都に聖地巡礼を行い、その様子をマネージャーが紀行文に記し、それを自身のホームページに掲載するほど、思い出深いものだったという[90]。
- 「宇宙戦艦ヤマト2199シリーズ」のスターシャ・イスカンダルについては、オーディションでなく指名で起用されたが、作品のネームバリューに対してのプレッシャーも大きく、本人が心の底から演じられるようになったのは、リメイクシリーズの6作目である『宇宙戦艦ヤマト2205 新たなる旅立ち』の後章になってからだったという。後章の台本を家で読むうちに、今までキャラクターが抑えていたであろう想いが内面に溢れ、嗚咽しながら落涙するほどだったが、「人生で私が経験してきた悲しい出来事は、こういう役を演じるために神様が用意してくれたのかも……」と感慨深いものがあり、本番の収録では、その気持ちを胸に、淡々と語ることを心掛けたと語っている[91]。
- 『機動戦士ガンダム 鉄血のオルフェンズ』のカルタ・イシューについては、台本とキャラ表を見た瞬間、「やっちゃっても良い役だ」と思い、キャラクターをもっと濃くしたい欲にかられたという。テスト収録の際、手振りをつけながら、「捻り潰してやるわ」という台詞をヒステリックに声を裏返して演じたところ、共演者たちやディレクターからの受けが良く、本番にも採用されたが、「誰か一人でも困った顔をされていたら、できませんでした」「プロデューサーさん、監督さんを始め。皆さんが楽しんで下さる空気があって、伸び伸びとやらせて頂けました」と語っている。また、このころは声優の経歴も20年を超え、遊べるキャラを演じるのが楽しくなっている時期で、「一言で言えば、図々しくなったんだと思います（笑）」とも述べている[92]。
- 『はたらく細胞』のマクロファージさん役については、「若いころだったら、『キャラの方向性をどっちに振ったらいいんだろう？』と悩んでいた気がする」と語り、オーディション時は、精神的に少し弱っていた時期でもあって、もっと若い人が受かると思っていたが、可愛く笑いながら、残虐に細菌を薙ぎ倒すギャップが最高に楽しく、「正直、私にピッタリだったと思います（笑）」とも語っている[93]。
- 『CLANNAD』の古河早苗役については、それまで持っていた母親役の概念を大きく覆したキャラクターで、母親というより可愛い女性の印象を受けて、芝居も、母親らしさのテンプレから可愛い方向へシフトして行ったという。また収録中、作中で娘が亡くなって泣く場面では、自身もスタジオで号泣してしまい、「あんなに泣いたことは、なかったかもしれません」「いつもは悲しい場面があっても、涙を見せるのは恥ずかしいし、バレないようにしていましたけど、この作品では無理でした」と語っている[94]。
- 『名探偵コナン』のキャンティ役については、「『これをテレビで放送していいの？』と思うくらい、とんでもなく恐ろしい」「悪い女ですね。悪い上に、短気なんですよね」と語り、井上喜久子が声を担当していることに驚く人が多く、とても嬉しいが、どういう経緯で自身が起用されたのか、ずっと知りたいと思いつつ、未だに把握できていないという[95]。
- 『テイルズ オブ デスティニー』のフィリア・フィリス役については、真面目さゆえに失敗して悩む性格が理解しやすく、台本もすんなり頭に入ったので、役に寄り添えて伸び伸び演じることができ、作品の発表から20年以上経っても、何年かに1回は派生作品の新録があるため、キャラクターが自分の中に生き続けている感じがしているという[96]。
- 『METAL GEAR SOLID 3 SNAKE EATER』のザ・ボス役については、「まだ自分としては若輩者と思っていたころに、伝説の隊長役を振られて、今考えてもビックリです」と語り、監督の小島秀夫から「ザ・ボスは母ですから」と言われ、母性が直接見えるキャラではないが、奥底に相応のものを秘めていると解釈して、自分を見出してくれた監督の期待に応えようと挑戦した結果、後年、本作とは無関係の作品での打ち上げで、スタッフやアニメーターから「ザ・ボスが好きです」との声を貰うようになったという[97]。
- 『バイオハザード ヴィレッジ』のオルチーナ・ドミトレスク役については、「まぁ大変なキャラクターで（笑）。凄く体の大きな人なので、出る声も普通ではないんです。自分の体を楽器のように使って、一番深く、そして一番迫力のある声を出すように、凄く気を使いました」と語り、オーディションでは仮タイトルで作品名が伏せられていたが、課題台詞を読んだマネージャーがタイトルに勘づき、「気合を入れて下さい」と進言し、通常の170パーセントくらいの気合を入れて役を勝ち取ったが、すでに英語音声が出来上がっており、先に収録していた海外の声優の芝居や演技が凄まじく、これに負けないクオリティを出すため、収録日には他の仕事を入れないという体制で本番に臨んだという。一方で、YouTube用のパペット人形劇『バイオ村であそぼ♪』ではブラックユーモアに振り切っており、「『喜久子さん楽しそう』とコメントを書かれていて(笑)」「ドミトレスク夫人が重厚すぎる役だった分、此方ではギャップで思い切り遊んでしまいました」と語っている[98]。
- 『ファイナルファンタジーXIV:暁月のフィナーレ』のハイデリン役については、『ファイナルファンタジーXIV: 漆黒の反逆者』で担当した池田昌子の後任として起用され、役を引き継ぐプレッシャーが大きく、さらにすべての台詞が重要な言葉であるため、従来のゲーム収録で用いてきた『重要な言葉に向かって感情を作る』やり方が使えず、大変だったという。また、一度は全ての台詞を録り終えたものの、より良いものにしたいという思いが抑えられず、ディレクターに同意を得たうえで、本来は禁じ手である再録を決行し、「2回やらせて頂いたお陰で、自分の想いを100パーセント描き切れました」「ゲームが発売されてからも、沢山の方に『良かったよ』と言って頂けて、本当に嬉しかったです」と語っている[99]。
- 『ガールフレンド（仮）』の天都かなた役については、「17歳の生徒会長なんですけど、とんでもなくマイペースで周りが大変なことになる役」「日頃『17歳役はいつでもOKです』と言っている割に、毎回収録では、あの声が出るのかドキドキしています（笑）」と語り、可愛らしい見た目に合わせるため、声を維持する努力を、数か月に1度の収録用に続けていて、「もうかなり長い付き合いになりましたけど、とても愛しくて大好きな、ありがたい存在です」と語っている[100]。
- 今まで最も演じやすかったキャラクターに長年担当しているしまじろうのお母さんを挙げている[101][出典無効]。

### その他
趣味は水泳（『merry fish』『fishes』でも披露）、はなうた、コスプレ
資格・免許は中学国語教員免許・学校図書館司書教諭免許。
特技は華道（池坊師範）。高校入学時から稽古を始め、池坊お茶の水学院にも月一で通う。1986年に脇教授3級、1987年に脇教授2級の職位を取るが、声優業の多忙により休止し、2022年1月から再開している。
1990年「魔獣戦士ルナ・ヴァルガー」のキャラクターソングで初めて歌う仕事を経験する。1994年「優美なおさかな」でソロデビュー以降、オリジナルアルバム7枚、シングル2枚、ベストアルバム3枚をポニーキャニオンから発売している。また、1996年から『月刊お姉ちゃんといっしょ』を同レーベルより毎月発売するなど、個人名義でのトークCDの発売も多い。なお、キャラクターソングについてはソロやユニット含め300曲以上のリリースがある。本人が声優を始めたばかりのころは声優が歌を歌うことが定番とは言い切れなかったため、歌を担当させてもらえることは当時の井上にとっては夢のようなことであった。親友の國府田と比べると歌手活動はあまり大々的には行ってきておらず、2017年の國府田との対談ではそれについて触れている。

### 月刊「お姉ちゃんといっしょ」
前出の「音楽CD・トークCD」のとおり、井上喜久子のフリートークを主題としたおしゃべりCD・月刊「お姉ちゃんといっしょ」シリーズがポニーキャニオンより1997年1月号から12月号まで毎月1枚・12か月連続で発売された。また、1月号の発売に先駆けてアニメ雑誌の全員サービスとして「1996年12月 創刊準備号」が制作されている。シリーズ通して「毎号新たな歌を制作すること」「CDの限界時間いっぱいまで喋ること」をコンセプトとしており、毎月製作する楽曲では作曲を川井憲次、作詞を須賀正人（sora名義）が、シリーズ中のイラストはともうちひろゆきが、それぞれ手掛けている。
なお、発売当初は毎号1,200円（消費税込、1月号-4月号）として価格設定したが、1997年4月の消費税の税率改正（3％→5％）により同月以降は毎号1,223円（消費税込、5月号-12月号）と価格改定を余儀なくされた。この価格改定について、のちに「2000円でおつりが777円／エンギがいい」としていた
。
|            | サブタイトル                                                     | （発売日 / 金額）            |
| 創刊準備号 | 「とってもおめでタイ焼き号」                                     | （ - / 非売品）              |
| 001月号    | 「おしるこ片手に初笑いお年玉記念号」                             | （1996年12月16日 / 1,200円） |
| 002月号    | 「できればチョコをもらいたいバレンタイン号」                     | （1997年01月18日 / 1,200円） |
| 003月号    | 「パフェを持つ手にココロもはねるでぴょん号」                     | （1997年02月21日 / 1,200円） |
| 004月号    | 「お煎餅とセーラー服のフクザツな関係を考査する号」               | （1997年03月21日 / 1,200円） |
| 005月号    | 「柏餅食べ食べお姉ちゃんが測ってくれた背の丈号」                 | （1997年04月18日 / 1,223円） |
| 006月号    | 「梅雨空を見て思う空から飴が降ればいいのに号」                   | （1997年05月16日 / 1,223円） |
| 007月号    | 「スイカはお菓子に含まれるかなんてヤボなことは言いっこなしね号」 | （1997年06月18日 / 1,223円） |
| 008月号    | 「かき氷とアロハがこんなに似合う声優さんもめずらしい号」         | （1997年07月18日 / 1,223円） |
| 009月号    | 「絵が完成する前にバナナを食べてはいけません号」                 | （1997年08月20日 / 1,223円） |
| 010月号    | 「吊革がドーナツの電話に乗ってみたくありませんか号」             | （1997年09月19日 / 1,223円） |
| 011月号    | 「お布団には綿アメを詰めたらしあわせのプチプチがいっぱい号」     | （1997年11月07日 / 1,223円） |
| 012月号    | 「真っ赤な衣装のお姉ちゃんはいつもみんなの人気者だぴょん号」     | （1997年12月03日 / 1,223円） |
| 000〃00    | 「 〃 」（オリジナル壁掛けディスプレイケース付き）               | （1997年12月03日 / 2,000円） |

## 出演
太字はメインキャラクター。

### テレビアニメ
1988年
- ハーイあっこです（女学生、母親）

1989年
- 青いブリンク（客）
- ミラクルジャイアンツ童夢くん（1989年 - 1990年、新城まゆみ）
- らんま1/2（1989年 - 1992年、天道かすみ、チアガール） - 2シリーズ

1990年
- 機動警察パトレイバー（テレビ局の電話オペレーター）
- 昆虫物語 みなしごハッチ（ルリ）
- ふしぎの海のナディア（エレクトラ、イコリーナ・エッチーノ〈初代〉）
- 三つ目がとおる（イザベラ）

1991年
- おにいさまへ…（三年生C）
- それいけ!アンパンマン（1991年 - 2011年、ナプキンさん、水の精ルナ〈初代〉、クリスタル姫〈初代〉、ベビーカーさん、カシミヤ姫、ケシゴム先生〈3代目〉、リーナちゃん、しゃぼんだま姫〈3代目〉）
- 楽しいムーミン一家（ナナ）

1992年
- お〜い!竜馬（佐々木加代）
- クッキングパパ（ミツ子、蘭子）
- ちびまる子ちゃん（ヨッちゃんの彼女〈初代〉）
- バトルファイターズ 餓狼伝説（リリィ・マクガイヤー）
- フランダースの犬 ぼくのパトラッシュ（レナー先生）
- 横山光輝 三国志（香蘭）

1993年
- クレヨンしんちゃん（1993年 - 2022年、おばさんA、常磐田モモ子）
- しましまとらのしまじろう（1993年 - 、しまじろうのお母さん） - 4シリーズ
- バトルファイターズ 餓狼伝説2（エルザ）
- 笑ゥせぇるすまん（小町町子）
- 姫ちゃんのリボン（山下初音）

1994年
- 魔法陣グルグル（レナ）
- ママレード・ボーイ（北原杏樹）

1995年
- アニメ世界の童話（アンヌ王妃）
- 怪盗セイント・テール（深森聖良）
- 神秘の世界エルハザード（ルーン・ヴェーナス）
- 闘魔鬼神伝ONI（パドナ・シュリ）
- 飛べ!イサミ（花岡玲子、清川マユコ）
- 美少女戦士セーラームーンSuperS（ルビーナ）
- 魔法騎士レイアース（タトラ）

1996年
- 快傑ゾロ（ラサール）
- セイバーマリオネットJ（1996年 - 1998年、パンター） - 2シリーズ
- 美少女戦士セーラームーンセーラースターズ（セーラーアルーミナムセイレーン）
- 勇者指令ダグオン（アンナ）

1997年
- CLAMP学園探偵団（工藤雪子）
- YAT安心!宇宙旅行（コーデリア）

1998年
- ああっ女神さまっ 小っちゃいって事は便利だねっ（ベルダンディー）
- Weiß kreuz（バーマン）
- 異次元の世界エルハザード（ルーン・ヴェーナス）
- 名探偵コナン（1998年 - 2025年、貴和子、辰巳桜子、吉野綾花、キャンティ、益戸麗）

1999年
- D4プリンセス（瑠璃堂どりあ）
- To Heart（少女の母）
- 鋼鉄天使くるみ（撫子）

2000年
- アルジェントソーマ（2000年 - 2001年、ギネビア・グリーン、ギネビア・シモンズ）
- 犬夜叉（犬夜叉の母 / 十六夜、無女）
- ヴァンドレッド（ファーマ）
- おジャ魔女どれみ シリーズ（2000年 - 2001年、マジョリリカ） - 2シリーズ
- 臣士魔法劇場 リスキー☆セフティ（レイエル）
- 人形草紙あやつり左近（時雨崎綾乃）
- ゲートキーパーズ（ジュン・サンダース）
- 幻想魔伝 最遊記（陽明）
- 週刊ストーリーランド「大金の誘惑」（森田妙子）
- 真・女神転生デビルチルドレン（2000年 - 2001年、クール、教子先生、ドッペルゲンガー・クール、母）
- HAND MAID メイ（サイバドール・マミ）

2001年
- ヴァンドレッド the second stage（メイアのファーマ）
- X（司狼斗織）
- 機動天使エンジェリックレイヤー（鈴原萩子）
- キャプテン翼（第3作）（2001年 - 2002年、大空翼〈少年〉）
- コスモウォーリアー零（レディ・エメラルダス）
- SAMURAI GIRL リアルバウトハイスクール（草彅巴）
- 新白雪姫伝説プリーティア（淡雪夏江）
- ナジカ電撃作戦（ダニエラ）
- FF：U 〜ファイナルファンタジー:アンリミテッド〜（ファーブラ、クルクス）
- フィギュア17 つばさ&ヒカル（オルディナ）
- 魔法戦士リウイ（メリッサ）

2002年
- おねがい☆ティーチャー（風見みずほ）
- キディ・グレイド（アールヴ）
- ギャラクシーエンジェルZ（マンボウモドキ）
- サイボーグ009 THE CYBORG SOLDIER（篝矢翡翠）
- シャーマンキング（アニス）
- ちょびっツ（日比谷千歳）
- HAPPY★LESSON（2002年 - 2003年、三世院やよい） - 2シリーズ
- ぷちぷり*ユーシィ（エルセル）
- まほろまてぃっく（リューシャ）
- よばれてとびでて!アクビちゃん（アクビの母）

2003年
- 一騎当千（2003年 - 2010年、呉栄） - 4シリーズ
- F-ZERO ファルコン伝説（2003年 - 2004年、ジョディ サマー）
- L/R -Licensed by Royal-（クラウディア・イーストマン）
- おねがい☆ツインズ（風見みずほ）
- GAD GUARD（カトリーヌ・フローベル）
- ガングレイヴ（浅葱マリア）
- 機動戦士ガンダムSEED（カリダ・ヤマト）
- こちら葛飾区亀有公園前派出所（神宮寺ヒナノ）
- SUBMARINE SUPER 99（ゼ・ストレート）
- シンデレラボーイ（アリス）
- 住めば都のコスモス荘 すっとこ大戦ドッコイダー（女教師、風見みずほ）
- 高橋留美子劇場（利根川）
- D・N・ANGEL（原田梨華）
- MOUSE（桃園メイ）
- ヤミと帽子と本の旅人（リツコ）

2004年
- 巌窟王（メルセデス・ド・モルセール）
- 宇宙交響詩メーテル 銀河鉄道999外伝（エメラルダス）
- DearS（芳峰蜜香）
- 舞-HiME（真田紫子）
- まっすぐにいこう。（服部晃子）
- ゆめりあ（千条七瀬）

2005年
- ああっ女神さまっ（2005年 - 2007年、ベルダンディー） - 2シリーズ + 特別編
- あかほり外道アワーらぶげ（きゃん理人さん）
- AIR（裏葉）
- 奥さまは魔法少女（浅羽嬉子 / アニエス・ベル）
- ガン×ソード（カルメン99）
- 機動戦士ガンダムSEED DESTINY（カリダ・ヤマト）
- はっぴぃセブン 〜ざ・テレビまんが〜（黒闇天）
- BLACK CAT（セフィリア＝アークス、アダム）
- 舞-乙HiME（ユカリコ・シュタインベルグ、ガル、ラウラ・ビアンキ）
- 魔法先生ネギま!（源しずな、英子）
- 南の島の小さな飛行機 バーディー（ビッグママ）

2006年
- うっかりペネロペ（2006年 - 2013年、ママ） - 3シリーズ
- エンジェル・ハート（昭美）
- 桜蘭高校ホスト部（鳳芙裕美）
- 牙 -KIBA-（サラ）
- コードギアス 反逆のルルーシュ（2006年 - 2008年、セシル・クルーミー、井上直美、アーサー、ドロテア・エルンスト 他） - 2シリーズ
- 出ましたっ!パワパフガールズZ（姫子の母）
- 天保異聞 妖奇士（篠）
- ときめきメモリアル Only Love（焼却炉の女神）
- パピヨンローゼ New Season（パピヨンダリア）
- ひぐらしのなく頃に（2006年 - 2007年、園崎茜） - 2シリーズ
- びんちょうタン（ナレーションのおねえタン）
- 妖怪人間ベム（ローゼ・シュレレ）
- らぶドル 〜Lovely Idol〜（榊明菜）

2007年
- 英國戀物語エマ 第二幕（レディ・モニカ・ミルドレイク）
- 機神大戦ギガンティック・フォーミュラ（リリィ・ルーナ）
- CLANNAD-クラナド-（2007年 - 2009年、古河早苗） - 2シリーズ
- CLAYMORE（ミリア）
- スカルマン（如月奈美）
- すもももももも 地上最強のヨメ（亀田稲穂）
- ゼロの使い魔 シリーズ（2007年 - 2012年、エレオノール） - 3シリーズ
- はたらキッズ マイハム組（2007年 - 2008年、吉川マサミ）
- ポケットモンスター ダイヤモンド&パール（2007年 - 2011年、ジョーイ〈代役〉、メリッサ、トゲキッス） - 1シリーズ + 特別編
- ぽてまよ（ナレーション、みかんの母、森山未来）
- MOONLIGHT MILE 1stシーズン -Lift off-（フローラ・ボーマルシェ）
- らき☆すた（柊みき）

2008年
- きらりん☆レボリューション（狩スマ子）
- 素敵探偵ラビリンス（紗羅）
- 絶対可憐チルドレン（真珠）
- さよなら絶望先生 シリーズ（2008年 - 2009年、大草麻菜実、井上喜久子〈本人役〉 他） - 2シリーズ
- ドラえもん（テレビ朝日版第2期）（イデア）
- マクロスF（グレイス・オコナー）
- 魔人探偵脳噛ネウロ（筧美央）
- ロザリオとバンパイア（猫目静） - 2シリーズ

2009年
- うみねこのなく頃に（ワルギリア）
- キディ・ガーランド（アールヴ）
- 空中ブランコ（津田久子）
- ゲゲゲの鬼太郎（第5作）（亀姫）
- しゅごキャラ!!!どっきどき（りっかの母）
- 聖剣の刀鍛冶（ジャスティーナ・オルブライト）
- 蒼天航路（阿瞞（曹操の子供時代））
- 空を見上げる少女の瞳に映る世界（日高ノゾミ）
- とある魔術の禁書目録（2009年 - 2010年、上条詩菜） - 2シリーズ
- 東京マグニチュード8.0（小野沢雅美）
- 乃木坂春香の秘密 ぴゅあれっつぁ♪（みずき先生）
- 鋼の錬金術師 FULLMETAL ALCHEMIST（ラスト）
- はじめの一歩 New Challenger（鷹村京香）
- ライブオン CARDLIVER 翔（マザードラゴン）

2010年
- あそびにいくヨ!（クーネ）
- おとめ妖怪 ざくろ（乱杭）
- 探偵オペラ ミルキィホームズ（2010年 - 2015年、コーデリア・グレイ、女、アモーレ） - 3シリーズ
- ぬらりひょんの孫（花子）
- ハートキャッチプリキュア!（番慶子）
- バカとテストと召喚獣（2010年 - 2011年、吉井玲） - 2シリーズ
- バクマン。（2010年 - 2012年、亜豆美雪） - 3シリーズ
- ひめチェン!おとぎちっくアイドル リルぷりっ（魔女）
- みつどもえ（2010年 - 2011年、杉崎麻里奈） - 2シリーズ
- MAJOR 6th season（オリバーの妻）
- 夢色パティシエール（スイーツ王国の女王） - 2シリーズ

2011年
- お兄ちゃんのことなんかぜんぜん好きじゃないんだからねっ!!（熟奥様）
- Dororonえん魔くん メ〜ラめら（ちぃ子先生、弁天様）
- 輪るピングドラム（高倉千江美）
- Rio RainbowGate!（リサ・ロリンズ）

2012年
- アイカツ!（天羽あすか）
- あの夏で待ってる（謎の声）
- アルカナ・ファミリア -La storia della Arcana Famiglia-（スミレ）
- AKB0048（2012年 - 2013年、凪沙の母） - 2シリーズ
- クイーンズブレイド リベリオン（ブランウェン）
- これはゾンビですか? オブ・ザ・デッド（妄想ユー）
- しろくまカフェ（グリズリーママ）
- 中二病でも恋がしたい！（2012年 - 2014年、九十九七瀬） - 2シリーズ
- トータル・イクリプス（ユウヤ母〈ミラ・ブリッジス〉）
- 貧乏神が!（山吹）
- BRAVE10（桜割）
- ポケットモンスター ベストウイッシュ シーズン2（トゲキッス）
- 未来日記（我妻西果）
- ROBOTICS;NOTES（瀬乃宮みさ希）

2013年
- 宇宙戦艦ヤマト2199（スターシャ・イスカンダル）
- 有頂天家族（2013年 - 2017年、母〈下鴨桃仙〉） - 2シリーズ
- ガイストクラッシャー（白銀ひのこ）
- 幻影ヲ駆ケル太陽（アリエル・ヴァルティエル・ウェスコット）
- 琴浦さん（琴浦久美子）
- 翠星のガルガンティア（キャスター）
- 戦姫絶唱シンフォギア シリーズ（2013年 - 2017年、ナスターシャ） - 3シリーズ / アルカ・ノイズ原案も担当
- 断裁分離のクライムエッジ（軽子瞳）
- DEVIL SURVIVOR2 the ANIMATION（ティコ〈女〉）
- はいたい七葉（ナーナ）
- BROTHERS CONFLICT（朝日奈美和）
- パブー&モジーズ（女神）
- HUNTER×HUNTER（第2作）（パーム＝シベリア）
- FAIRY TAIL（2013年 - 2024年、ミネルバ・オーランド、ネオミネルバ） - 4シリーズ
- マギ The kingdom of magic（マイヤーズ）
- ミス・モノクローム -The Animation-（2013年 - 2015年、KIKUKO、美少女） - 3シリーズ
- ラブライブ!（2013年 - 2014年、真姫の母） - 2シリーズ

2014年
- 俺、ツインテールになります。（神堂慧夢）
- ガールフレンド（仮）（天都かなた）
- 牙狼〈GARO〉-炎の刻印-（オレリア）
- さばげぶっ!（園川かず江）
- Z/X IGNITION（綾瀬の母）
- そにアニ -SUPER SONICO THE ANIMATION-（そに子のおばあちゃん）
- 探検ドリランド -1000年の真宝-（水魔導神クラウディア）
- ドラゴンコレクション（マンサ）
- ナンダカベロニカ（ママ・セレブビューティ）
- ブレイクブレイド（グレタ）
- マケン姫っ!通（秋の母）

2015年
- 俺物語!!（砂川愛）
- 怪盗ジョーカー（鬼山トモエ）
- ご注文はうさぎですか??（メグの母）
- 櫻子さんの足下には死体が埋まっている（千代田薔子）
- 純潔のマリア（ミカエル）
- 新妹魔王の契約者 BURST（リアラ）
- デュラララ!!×2（2015年 - 2016年、ミミズ） - 2シリーズ
- VALKYRIE DRIVE -MERMAID-（風巳とりの）
- やはり俺の青春ラブコメはまちがっている。（2015年 - 2020年、雪乃の母 / 雪ノ下母） - 2シリーズ
- ユリ熊嵐（箱仲ユリーカ）
- ランス・アンド・マスクス（白椿）
- レーカン!（コギャル霊の母）
- WORKING!!!（菊乃）

2016年
- あまんちゅ!（2016年 - 2018年、小日向きの、赤ちゃん） - 2シリーズ
- うどんの国の金色毛鞠（宗太の母、ギャオギャオくん）
- orange（菜穂の母）
- 機動戦士ガンダム 鉄血のオルフェンズ（カルタ・イシュー）
- クラシカロイド（モツの母）
- 終末のイゼッタ（エリザベート）
- タイムトラベル少女〜マリ・ワカと8人の科学者たち〜（水城麗）
- ねじ巻き精霊戦記 天鏡のアルデラミン（ユーカ・サンクレイ）
- ばくおん!!（バイ太）
- ファンタシースターオンライン2 ジ アニメーション（弓子）
- ブブキ・ブランキ（種臣桃香）
- ふらいんぐうぃっち（倉本奈々）
- 魔法少女育成計画（カラミティ・メアリ）
- 魔法つかいプリキュア!（2016年 - 2025年、ベニーギョ、リリの母） - 2シリーズ
- 無彩限のファントム・ワールド（姫野アリス）
- 名探偵コナン エピソード“ONE” 小さくなった名探偵（キャンティ）
- Rewrite（静流の母）

2017年
- うらら迷路帖（ナレーション、弁天）
- つぐもも（2017年 - 2020年、ナレーション、菊理媛命） - 2シリーズ
- 月がきれい（安曇淳子）
- 終末なにしてますか? 忙しいですか? 救ってもらっていいですか?（ナイグラート）
- 覆面系ノイズ（ユズの母）
- ひなこのーと（ルリ子の母）
- ID-0（ジェニファー・レコード）
- 笑ゥせぇるすまんNEW（間々野亜里）
- ナイツ&マジック（ケルヒルト・ヒエタカンナス）
- 異世界はスマートフォンとともに。（2017年 - 2023年、オリガ・ストランド） - 2シリーズ
- 地獄少女 宵伽（矢野原冴子）
- 潔癖男子!青山くん（財前ママ）
- 異世界食堂（2017年 - 2021年、ヨミ） - 2シリーズ
- 魔法使いの嫁（2017年 - 2018年、羽鳥智花）
- 干物妹!うまるちゃんR（橘美希）
- いつだって僕らの恋は10センチだった。（美桜の母）

2018年
- サンリオ男子（康太の母）
- 銀魂.（日輪〈2代目〉）
- 働くお兄さん!（子供達、客たち、クエ彦の母）
- ダーリン・イン・ザ・フランキス（オトナ 女性）
- パズドラ（2018年 - 2025年、卯月佳乃）
- 奴隷区 The Animation（ユウガの母）
- 多田くんは恋をしない（レイチェル）
- はたらく細胞（2018年 - 2021年、マクロファージ / 単球） - 2シリーズ
- ハッピーシュガーライフ（さとうの叔母）
- 悪偶 -天才人形-（李純貞）
- HUGっと!プリキュア（2018年 - 2019年、庵野たんぽぽ）
- 若おかみは小学生!（大龍神）
- 邪神ちゃんドロップキック（少女の母）
- ゲゲゲの鬼太郎（第6作）（ゆうなの母）
- うちのメイドがウザすぎる!（ミーシャの母）
- ベルゼブブ嬢のお気に召すまま。（ナレーション）
- メルクストーリア -無気力少年と瓶の中の少女-（フロイレイダ）
- 抱かれたい男1位に脅されています。（麗子）

2019年
- バミューダトライアングル 〜カラフル・パストラーレ〜（フェルマ）
- キラッとプリ☆チャン（2019年 - 2021年、青葉ジュンコ）
- マナリアフレンズ（ミランダ）
- 盾の勇者の成り上がり（2019年 - 2025年、ミレリア） - 4シリーズ
- ポプテピピック TVスペシャル 青龍ver.（ピピ美〈第14話Aパート〉）
- MIX（2019年 - 2023年、立花真弓） - 2シリーズ
- ノブナガ先生の幼な妻（織田花恵）
- なむあみだ仏っ!-蓮台 UTENA-（トメ）
- 真夜中のオカルト公務員（蚕神）
- 八月のシンデレラナイン（お寺の奥さん）
- イナズマイレブン オリオンの刻印（イリーナ）
- 彼方のアストラ（ソフィ・ラクロワ）
- けだまのゴンじろー（ヤーカンロボ）
- ラディアン（2019年 - 2020年、ジル）
- アイカツオンパレード!（天羽あすか）
- スタンドマイヒーローズ PIECE OF TRUTH（宮瀬涼子）
- 私、能力は平均値でって言ったよね!（古竜〈シェララ〉）

2020年
- 歌舞伎町シャーロック（ケイト・カーライル）
- 22/7（絢香の母）
- ミュークルドリーミー（2020年 - 2022年、ルシア〈お空の上の女王様〉） - 2シリーズ
- はてな☆イリュージョン（モリガン・レルータ）
- プリンセスコネクト!Re:Dive（ペコリーヌ母）
- ド級編隊エグゼロス（女王 / 若津もがな）
- 犬と猫どっちも飼ってると毎日たのしい（2020年 - 2021年、母、怯えている犬たち、主婦A、ポチを呼ぶ人たち）
- 神達に拾われた男（ルルティア）
- 神様になった日（CEO）
- シャドウバース（2020年 - 2021年、イリス・アンテュール）
- ひぐらしのなく頃に業（2020年 - 2021年、園崎茜） - 2シリーズ

2021年
- 蜘蛛ですが、なにか?（天の声、女性）
- オルタンシア・サーガ（エレアノール・レ・オルタンシア）
- 魔術士オーフェンはぐれ旅 シリーズ（2021年 - 2023年、イスターシバ） - 2シリーズ
- 天地創造デザイン部（女王）
- バック・アロウ（ディソナンザ）
- スライム倒して300年、知らないうちにレベルMAXになってました（2021年 - 2025年、メガーメガ） - 2シリーズ
- EDENS ZERO（2021年 - 2023年、マザー） - 2シリーズ
- セブンナイツ レボリューション -英雄の継承者-（ソフィーティア）
- セスタス -The Roman Fighter-（アグリッピーナ）
- ドラゴン、家を買う。（エムプーサ）
- 現実主義勇者の王国再建記（2021年 - 2022年、エリシャ・エルフリーデン） - 2シリーズ
- 迷宮ブラックカンパニー（迷宮アリ女王）
- 乙女ゲームの破滅フラグしかない悪役令嬢に転生してしまった…X（ジオルド母）
- 死神坊ちゃんと黒メイド（2021年 - 2024年、シャロン） - 3シリーズ
- SELECTION PROJECT（美山翔子）
- 月とライカと吸血姫（ナタリア）
- 鬼滅の刃 無限列車編（トミ）
- かぎなど（2021年 - 2022年、古河早苗、裏葉） - 2シリーズ
- プラチナエンド（2021年 - 2022年、メイザ）
- 古見さんは、コミュ症です。（2021年 - 2022年、古見秀子） - 2シリーズ
- 吸血鬼すぐ死ぬ（2021年 - 2023年、半田あけ美） - 2シリーズ
- ふしぎ駄菓子屋 銭天堂（浦安亜里杪）
- 魔法科高校の劣等生 追憶編（司波深夜）

2022年
- 平家物語（平時子、祗王）
- 彗星のフロイライン（女神長）
- RPG不動産（ルナ・ディドラーン）
- CUE!（宇津木りょうこ）
- 社畜さんは幼女幽霊に癒されたい。（コハル）
- おにぱん!（クマ）
- RWBY 氷雪帝国（ナレーション）
- はたらく魔王さま!!（2022年 - 2023年、ライラ） - 2シリーズ
- てっぺんっ!!!!!!!!!!!!!!!（バーバア）
- オーバーロードIV（ニグレド）
- 後宮の烏（ナレーション）
- 忍の一時（櫻羽弓香）
- Do It Yourself!! -どぅー・いっと・ゆあせるふ-（せるふの母）
- 虫かぶり姫（アンリエッタ・アッシュラルド）
- うる星やつら (2022)（面堂の母）

2023年
- 真・進化の実〜知らないうちに勝ち組人生〜（リーベラ）
- デュエル・マスターズ WIN 決闘学園編（2023年 - 2024年、学園長）
- 異世界ワンターンキル姉さん 〜姉同伴の異世界生活はじめました〜（ソフィの母）
- 魔法少女マジカルデストロイヤーズ（ホムラユリリ）
- 悲劇の元凶となる最強外道ラスボス女王は民の為に尽くします。（ローザ・ロイヤル・アイビー）
- ニンジャラ（ガムゴゼン）
- SHY（2023年 - 2024年、ユニロード） - 2シリーズ
- 帰還者の魔法は特別です（ブリジット教授）
- 鴨乃橋ロンの禁断推理（エメ・エメリッヒ）
- 豚のレバーは加熱しろ（ヴィース）

2024年
- 魔法少女にあこがれて（シスタギガント）
- 外科医エリーゼ（ヨーデル）
- 響け!ユーフォニアム3（高坂奈穂美）
- アストロノオト（アダラ）
- となりの妖怪さん（奈美子）
- 刀剣乱舞 廻 -虚伝 燃ゆる本能寺-（義姫）
- 逃走中 グレートミッション（トゥルーディ）
- しかのこのこのここしたんたん（鵜飼先生、犬養ミツ）
- 真夜中ぱんチ（マザー）
- 時々ボソッとロシア語でデレる隣のアーリャさん（九条暁海）
- 異世界失格（オヴェーリス）
- らんま1/2 (2024)（天道かすみ）
- 株式会社マジルミエ（麻生美弥子）
- ダンダダン（アクロバティックさらさら）
- 甘神さんちの縁結び（回想の声、一乗寺丑織）
- BLEACH 千年血戦篇-相剋譚-（伊勢檍涼）

2025年
- わたしの幸せな結婚（久堂芙由）
- 悪役令嬢転生おじさん（ナレーション、ジャクリーヌ・オーヴェルヌ）
- Aランクパーティを離脱した俺は、元教え子たちと迷宮深部を目指す。（レディ・ペルセポネ）
- いずれ最強の錬金術師?（ムーラン）
- 異修羅（冬のルクノカ）
- Re:ゼロから始める異世界生活 3rd season（テレシア〈白鯨討伐戦時〉）
- 黒執事 -緑の魔女編-（ニナ・ホプキンス）
- 異世界黙示録マイノグーラ〜破滅の文明で始める世界征服〜（全ての蟲の女王イスラ）
- Turkey!（傑里）
- ウィッチウォッチ（音夢の母）
- 笑顔のたえない職場です。（立浪和歌子）

### 劇場アニメ
1989年
- 魔女の宅急便（マキ）

1991年
- ふしぎの海のナディア 劇場用オリジナル版（エレクトラ）
- らんま1/2 中国寝崑崙大決戦! 掟やぶりの激闘篇!!（かすみ）

1992年
- らんま1/2 決戦桃幻郷! 花嫁を奪りもどせ!!（天道かすみ）

1994年
- 餓狼伝説 -THE MOTION PICTURE-（リリィ・マクガイヤー）
- らんま1/2 超無差別決戦! 乱馬チームVS伝説の鳳凰（かすみ）

1996年
- PIPI とべないホタル（ルル）
- ハーメルンのバイオリン弾き（王妃）
- ブラック・ジャック 劇場版（ベティ・マッコール）

1997年
- 機関車先生（佐古美重子）
- スレイヤーズぐれえと（ライア）
- ヘルメス－愛は風の如く（アリアドーネ）

1998年
- 機動戦士ガンダム 第08MS小隊 ミラーズレポート（アイナ・サハリン）

1999年
- 劇場版カードキャプターさくら（李夜蘭）
- 劇場版 天地無用! in LOVE2 遙かなる想い（椿〈ハルナ〉）
- め組の大吾 火事場のバカヤロー（落合先生）

2000年
- ああっ女神さまっ（ベルダンディー）
- 太陽の法－The Laws of the Sun（リーバ）

2002年
- ギルステイン（レイメイ・カナン）
- しましまとらのしまじろう（しまのさくら〈しまじろうの母〉）

2003年
- 犬夜叉 天下覇道の剣（十六夜）

2004年
- PARASITE DOLLS-劇場版-（エンジェル）

2005年
- 劇場版 AIR（裏葉）

2007年
- 劇場版 CLANNAD -クラナド-（古河早苗）
- 劇場版ポケットモンスター ダイヤモンド&パール ディアルガVSパルキアVSダークライ（ジョーイ）

2009年
- 劇場版 マクロスF 虚空歌姫〜イツワリノウタヒメ〜（グレイス・オコナー）
- 天上人とアクト人最後の戦い（日高ノゾミ）
- 名探偵コナン 漆黒の追跡者（キャンティ）
- レイトン教授と永遠の歌姫（ミセリア・レイドリー）

2010年
- 劇場版ポケットモンスター ダイヤモンド&パール 幻影の覇者 ゾロアーク（ムウマージ）
- TRIGUN Badlands Rumble（アメリアの母）

2011年
- クレヨンしんちゃん 嵐を呼ぶ黄金のスパイ大作戦（ナーラオ）
- 劇場版 マクロスF 恋離飛翼〜サヨナラノツバサ〜（グレイス・オコナー）
- 万能野菜 ニンニンマン（ミルク）
- ブレイク ブレイド（グレタ）

2013年
- しまじろうのわお!（2013年 - 2022年、しまじろうのお母さん〈しまのさくら〉） - 9作品
- 中二病でも恋がしたい!シリーズ（2013年 - 2018年、九十九七瀬） - 2作品
- ピカチュウとイーブイ☆フレンズ（エーフィ）

2014年
- 劇場版 アイカツ!（天羽あすか）

2015年
- ラブライブ!The School Idol Movie（真姫の母）

2016年
- 名探偵コナン 純黒の悪夢（キャンティ）
- ねむれ思い子 空のしとねに（入之波里美）

2017年
- コードギアス 反逆のルルーシュ I - III（2017年 - 2018年、セシル・クルーミー） - 3部作

2018年
- フリクリ プログレ（雲雀弄ヒナエ）

2019年
- コードギアス 復活のルルーシュ（セシル・クルーミー）

2020年
- クレヨンしんちゃん 激突! ラクガキングダムとほぼ四人の勇者（石器時代人）
- 思い、思われ、ふり、ふられ（由奈の母）

2021年
- サイダーのように言葉が湧き上がる（藤山つばき）
- さよなら、ティラノ（ルクト）
- 宇宙戦艦ヤマト2205 新たなる旅立ち（スターシャ・イスカンダル）

2022年
- RE:cycle of the PENGUINDRUM（高倉千江美） - 前後編
- 名探偵コナン 黒鉄の魚影（キャンティ）
- 駒田蒸留所へようこそ（駒田澪緒）

2024年
- きみの色（ルイの母）
- 機動戦士ガンダム:銀灰の幻影（アザミ・メギッネ）

### OVA
1988年
- あいうえおアニメ 世界名作童話全集（えいごのおねえさん、ネコ、王女さま、娘1、蝶々）

1989年
- アッセンブル・インサート（美川美子）
- うる星やつら 電気仕掛けの御庭番（女の子A）※「井之上喜久子」名義
- うる星やつら 月に吠える（女子大生B）※「井之上喜久子」名義
- 7人のサンタクロース（子供）

1990年
- THE八犬伝（ひくて）
- 拳闘士（メグ）※「井上㐂久子」名義

1991年
- 江口寿史の寿五郎ショウ（受付嬢A、黒木ルリ子、女子大生）
- おたくのビデオ（上野美子〈神田美子〉）
- ガルフォース新世紀編（エルザ）
- けっこう仮面（結花千草）
- 入院ボッキ物語 おだいじに!（松本美雪）
- ねこ・ねこ・幻想曲（樹村里子）
- 魔獣戦士ルナ・ヴァルガー（ゼナ・ド・リムズベル）

1992年
- お元気クリニック（多々瀬ルコ）
- グリーンレジェンド乱（乱の母）
- 花平バズーカ（世界樹の精）
- マグマ大使（北藤）

1993年
- ああっ女神さまっ（ベルダンディー）
- 人魚の傷（雪枝）
- ふぁんたじあ（ショート）
- ブラック・ジャック（小百合・マナビス）
- モルダイバー（ブルック）
- らんま1/2 シャンプー豹変! 反転宝珠の禍（天道かすみ）
- らんま1/2 天道家 すくらんぶるクリスマス（天道かすみ）

1993年
- ドラゴンハーフ（マナ）

1994年
- 青空少女隊（鷺ノ宮さくら）
- おたくの星座（マーヤ）
- KEY THE METAL IDOL（1996年 - 1997年、巳真兎与子）
- 新・キューティハニー（夜叉）
- 天使なんかじゃない（牧博子）
- 七都市物語 〜北極海戦線〜（チェンバレン）
- マップス（レイン）
- らんま1/2 あかねVSらんま お母さんの味は私が守る!（天道かすみ）
- らんま1/2 道を継ぐ者（天道かすみ）
- らんま1/2 SPECIAL よみがえる記憶 前篇（天道かすみ）

1995年
- アイドルプロジェクト（コルベット・ハイヤーズ）
- 今日から俺は!!（1995年 - 1996年、みさ子）
- GOLDEN BOY さすらいのお勉強野郎（速水鮎子、社員A）
- SMガールズ セイバーマリオネットR（ブリッド）
- 新海底軍艦（アブトゥー）
- 神秘の世界エルハザード（ルーン・ヴェーナス）
- 秘境探検ファム&イーリー（王妃）
- 美少女遊撃隊バトルスキッパー（綾小路玲香）
- 不思議の国の美幸ちゃん（女王様）
- プリンセス・ミネルバ（ブルーモリス・ルイ・エルミタージュ）
- らんま1/2 SUPER ああ呪いの破恋洞! 我が愛は永遠に（天道かすみ）
- らんま1/2 SUPER 邪悪の鬼（天道かすみ）

1996年
- ガルフォース・ザ・レボリューション（1996年 - 1997年、エルザ）
- 機動戦士ガンダム 第08MS小隊（アイナ・サハリン）
- 銀河お嬢様伝説ユナ〜深闇のフェアリィ〜（幻夢）
- 小鉄の大冒険（久遠美保）
- ぞくぞく村のオバケたち（レロレロ）
- 闘神伝（ウラヌス）
- 同級生2（鳴沢美佐子）
- 僕のセクシャルハラスメント（エミリー）
- らんま1/2 SUPER 二人のあかね「乱馬、私を見て!」（天道かすみ）

1997年
- AIKa（ゴールデン〈トニア〉）
- ありす in Cyberland（ルシア）
- 神秘の世界エルハザード2（ルーン・ヴェーナス）
- 電脳戦隊ヴギィ'ズ★エンジェル（橘栞）

1998年
- MASTERキートン（カレン・M・ウルフ）

1999年
- 超神姫ダンガイザー3（1999年 - 2001年、サーファイア）
- Weiß kreuz（バーマン）

2000年
- 鋼鉄天使くるみ（撫子）
- sin THE MOVIE（ジェイミー・クリスティーナ・アーマック中尉）

2001年
- HAPPY★LESSON（三世院やよい）

2002年
- こすぷれCOMPLEX（鷹良蘭子）
- ヤングハーロックを追え! コスモウォーリアー零外伝（レディ・エメラルダス）

2003年
- サクラ大戦 エコール・ド・巴里（ロベリア・カルリーニ）
- PARASITE DOLLS（エンジェル）
- 羊のうた（高城百子）

2004年
- サクラ大戦 ル・ヌーヴォー・巴里（ロベリア・カルリーニ）
- 夏色の砂時計（柳原朋美）
- HAPPY★LESSON THE FINAL（三世院やよい）
- Phantom -PHANTOM THE ANIMATION-（クロウディア・マッキェネン）

2005年
- 円盤皇女ワるきゅーレ（2005年 - 2006年、イナルバ） - 2シリーズ

2006年
- 舞-乙HiME Zwei（プロフェッサー・ガル、ラウラ・ビアンキ、ユカリコ・シュタインベルグ）

2008年
- きグルみっく☆V3 -ベストエピソードコレクション-（真月ななみ）
- 機動戦士ガンダム MS IGLOO2 重力戦線（アリーヌ・ネイズン技術中尉、死神）
- 獄・さよなら絶望先生（大草麻菜実）
- 東方二次創作同人アニメ 夢想夏郷〜A Summer Day's Dream〜（ナレーション、八雲紫）
- 魔法先生ネギま! 〜白き翼 ALA ALBA〜（源しずな）
- METAL GEAR SOLID 2 BANDE DESSINEE（ローズマリー / カレン・北条）
- もっけ（カエル）
- やなせたかしメルヘン劇場 クシャラひめ（クシャラ姫）
- らき☆すたOVA（オリジナルなビジュアルとアニメーション）（柊みき）

2009年
- 懺・さよなら絶望先生 番外地（大草麻菜実）

2010年
- “文学少女”メモワールI -夢見る少女の前奏曲-（天野結衣）
- ピカチュウのふしぎなふしぎな大冒険（トゲキッス）
- らんま1/2 悪夢!春眠香（天道かすみ）

2011年
- ああっ女神さまっ いつも二人で（ベルダンディー）
- あそびにいくヨ!おーぶいえーであそびきにました!!OVAすぺしゃる（クーネ）
- 怪物王女「孤島王女」（シルヴィア）
- バカとテストと召喚獣 〜祭〜（吉井玲）
- マジンカイザーSKL（ヒミコ） - 2010年劇場先行公開

2012年
- コードギアス 反逆のルルーシュ ナナリーinワンダーランド（セシル・クルーミー）
- 魔法先生ネギま! ANIME FINAL（源しずな）

2015年
- ヒーローカンパニー（ギンガの母）※コミックス第8巻特装版付属DVD

2016年
- 東方二次創作同人アニメ 秘封活動記録-月-（八雲紫）
- To LOVEる -とらぶる- ダークネス（セフィ・ミカエラ・デビルーク）※コミックス第16巻、第17巻限定版に付属

2017年
- 宇宙戦艦ヤマト2202 愛の戦士たち（スターシャ）※ODS作品、音声は『宇宙戦艦ヤマト2199』の流用

2019年
- ストライク・ザ・ブラッド III（縁堂縁）
- モブサイコ100 第一回 霊とか相談所慰安旅行 〜ココロ満たす癒やしの旅〜（旅館の女将）

### Webアニメ
2010年
- ゆとりちゃん（志和田るみ / マジカル熟女）

2011年
- 武装中学生（クリス〈クリステル・アリオー〉）

2012年
- こいけん!〜私たちアニメになっちゃった!〜（喜久井遥）

2016年
- クレヨンしんちゃん外伝 おもちゃウォーズ（オバーン）

2017年
- ポケモンジェネレーションズ（母）

2019年
- ようこそジャパリパーク（カコ博士）

2021年
- バイオ村であそぼ♪（ドミトおねぇさん）
- 月曜日のたわわ2（お母さん）

2022年
- TVアニメ「プラチナエンド」解説動画 おしえて!てんしーず（メイザ）
- うまゆる（安心沢刺々美）

2023年
- 大奥（春日局）
- 悪魔くん（アデリア・アーレーン）

2024年
- Romanticスパイス カプサイジ伝説（カプサイジ）

### ゲーム
1990年
- らんま1/2 (PCエンジン)（かすみ）

1991年
- らんま1/2 とらわれの花嫁（天道かすみ）

1992年
- スナッチャー（ジェミー・シード）
- らんま1/2 打倒、元祖無差別格闘流!（天道かすみ）
- LUNAR ザ・シルバースター（アレス・ノア、ルーナ・ノア、アルテナ）

1993年
- 機装ルーガ（エレナ）
- ふしぎの海のナディア（エレクトラ）※PCエンジン版
- らんま1/2 白蘭愛歌（天道かすみ）

1994年
- スタートリング・オデッセイII 魔竜戦争（ジュリア・メルローズ）
- スターブレイカー（アリア）
- ツインビー対戦ぱずるだま（メローラ姫）
- 初恋物語（片桐朋美）
- ポリスノーツ（カレン・北条）
- 女神天国（ステイシア）
- LUNAR エターナルブルー（ルーナ、女神アルテナ）

1995年
- 機装ルーガII（エレナ）
- 制服伝説プリティ・ファイターX（マリア・クリステル）
- 同級生（芹沢よしこ）

1996年
- ありす in Cyberland（ルシア）
- いまどきのバンパイア（牧村杏奈）
- オウバードフォース（リュシータ）
- ガーディアンリコール（龍鬼姫、半澤由美）※PC版
- スーパーロボット大戦外伝 魔装機神 THE LORD OF ELEMENTAL（テュッティ・ノールバック）
- 第4次スーパーロボット大戦S（テュッティ・ノールバック）
- 出たなツインビーヤッホー! DELUXE PACK（メローラ姫）
- 天外魔境 第四の黙示録（ドラクロア）
- トゥルー・ラブストーリー（三上冴子）
- ドラゴンフォース（アステア）
- トワイライトシンドローム（姫神桜）
- パペットズー・ピロミィ（ナレーター）
- ビルクラッシュ（りょうこ、ばくだんちゃん）
- FIST（マリア・クリステル）
- ぷよぷよCD通（ウィル・オー・ウィスプ、トリオ・ザ・バンシー）
- ポポロクロイス物語（ナレーション）
- 女神天国II（ステイシア）
- ラストブロンクス東京番外地（豊饒椰）
- ラングリッサーIII（ファーナ、ルシリス）
- ミラークルム・ラストレベレーション（シンディ）
- らんま1/2 バトルルネッサンス（天道かすみ）

1997年
- あやかし忍伝くの一番（遠野深雪）
- BSイーハトーヴォ物語
- 怪盗セイント・テール（深森聖良）
- 銀河お嬢様伝説ユナ3 LIGHTNING ANGEL（幻夢）
- グランディア（リエーテ）
- この世の果てで恋を唄う少女YU-NO（有馬亜由美）
- だいすき（杉田翠）
- テイルズ オブ デスティニー（フィリア・フィリス）
- デジタルアンジュ -電脳天使SS（フォル〈フォルシーニア・サダルスード・ルクバァ〉）
- 同級生麻雀（芹沢よしこ）
- ネクストキング 恋の千年王国（コリアンダー）
- ポケットラブ（森薗美里以、森薗麻里以）
- ホワイトダイアモンド（ライラ）
- My Dream 〜On Airが待てなくて〜（吉沢美雪）
- マクロス デジタルミッション VF-X（リアトリス）
- 悠久幻想曲（アリサ・アスティア）
- ラグナキュール（ジャンヌ）
- リグロードサーガ2（アンジュ）
- リフレインラブ 〜あなたに逢いたい〜（日野ひかり）
- 竜機伝承2（リリナ・グラナード）
- ルパン三世 カリオストロの城 -再会-（ガイド、ウェイトレス）
- 惑星攻機隊りとるキャッツ（クレア・リヒトー、ナレーター）

1998年
- SDガンダム GGENERATION（1998年 - 2025年、アイナ・サハリン、マリア・ニコルス、カルタ・イシュー、エターナ・フレイル、マイキャラクターボイス女性〈OVER WORLD・GENESIS・CROSSRAYS〉） - 15作品
- エリーのアトリエ 〜ザールブルグの錬金術士2〜（ミルカッセ・フローベル）
- 機動戦士ガンダム ギレンの野望（セシリア・アイリーン）
- スーパーロボット大戦F完結編（テュッティ・ノールバック）
- ツインビーRPG（メローラ姫、占い師）
- 慟哭 そして…（白川子鈴）
- ミサの魔法物語（ジャンヌ・イル・メーヤ）
- みつめてナイト（クレア・マジョラム）
- プリンセスクエスト（パンナコッタ）
- ブラックマトリクス（ルピルピ）※セガサターン版
- 湾岸トライアルLOVE（藤田京子）
- 無人島物語R（朝霞瞳、中嶋理香）※セガサターン版

1999年
- 火魅子伝〜恋解〜（衣緒）
- ヴァルキリープロファイル（アーリィ・ヴァルキュリア、リセリア、ブラックヴァルキリー、阿沙加）
- サーカディア（篠原智美、上条里香）
- スーパーロボット大戦コンプリートボックス（テュッティ・ノールバック）
- 電脳戦機バーチャロン オラトリオ・タングラム（タングラム）※DC版のみ。
- ブラックマトリクス AD（ルピルピ）
- プレゼントプレイ（高梨ヨウコ）
- 封神領域エルツヴァーユ（イハドゥルカ、華麟）
- リフレインラブ2（ローラ瀬倉）

2000年
- infinity（守野いづみ）
- 宇宙戦艦ヤマト 英雄の軌跡（ジュラ）
- キミにsteady（雨宮静音）※PlayStation版
- CARRIER（ジェシファー・マニング）
- 探偵紳士DASH!（神あやめ）
- ブラックマトリクス+（ルピルピ）
- BLOOD THE LAST VAMPIRE 上・下巻（灯子）
- ヘキサムーン・ガーディアンズ（カグヤ）

2001年
- アーマード・コア2 アナザーエイジ（オペレーター）
- 犬夜叉（犬夜叉の母）
- AIR（裏葉）
- 機動天使エンジェリックレイヤー みさきと夢の天使達（鈴原萩子）
- サクラ大戦3 〜巴里は燃えているか〜（ロベリア・カルリーニ）
- スーパーロボット大戦α外伝（テュッティ・ノールバック）
- セガガガ（秘書アリサ、カオリン、アレックスキッド）
- HAPPY★LESSON（三世院やよい）
- プリズム・ハート（フレイア）
- 松本零士999 〜Story of Galaxy Express 999〜（羽黒妖）
- みんなのGOLF 3（グロリア）
- METAL GEAR SOLID 2 SONS OF LIBERTY（ローズマリー）
- 指極星（アルシオネ・セン・クエーサー）

2002年
- アンリミテッド:サガ（ローラ、マリー）
- イノセントティアーズ（火村かがり）
- Only you リベルクルス（シモーヌ 京子 ホワイト）
- Card of Destiny 〜光と闇の統合者〜（ユリシア）
- ガングレイヴ（浅葱マリア）
- 機動戦士ガンダム戦記 Lost War Chronicles（アイナ・サハリン）
- GALAXY ANGEL（シャトヤーン）
- GUILTY GEAR XX（イノ）
- CROSS HERMIT（パルミラ＝ルーベルドラクロア）
- サクラ大戦4 〜恋せよ乙女〜（ロベリア・カルリーニ）
- 真・女神転生 デビルチルドレン 黒の書・赤の書（クール）
- スーパーロボット大戦IMPACT（アイナ・サハリン）
- テイルズ オブ ザ ワールド なりきりダンジョン2
- テイルズ オブ デスティニー2（フィリア・フィリス）
- テイルズ オブ ファンダム Vol.1（フィリア・フィリス）
- どこまでも青く…（瀬能英里子）
- 夏色の砂時計（柳原朋美）
- ブレイブナイト 〜リーヴェラント英雄伝〜（レミリア＝アーフォルグ）

2003年
- 007ナイトファイア（ドミニク・パラディ）
- Angelic Valeシリーズ（ユズリハ）
- GALAXY ANGEL Moonlit Lovers（シャトヤーン）
- スーパーロボット大戦Scramble Commander（アイナ・サハリン）
- D→A:BLACK（和泉恵都）
- 天誅 参（神楽）
- 電脳戦機バーチャロン マーズ（タングラム）
- Phantom -PHANTOM OF INFERNO-（クロウディア・マッキェネン）
- みんなのGOLF 4（グロリア）
- ゆめりあ（千条七瀬）

2004年
- 青い涙（工藤晴子）
- GALAXY ANGEL Eternal Lovers（シャトヤーン）
- サクラ大戦物語 〜ミステリアス巴里〜（ロベリア・カルリーニ）
- スーパーロボット大戦GC（アイナ・サハリン）
- ちゅ〜かな雀士てんほー牌娘（白金妖子）
- テイルズ オブ ザ ワールド なりきりダンジョン3
- DearS（芳峰蜜香）
- D→A:WHITE（和泉恵都）
- めいわく星人パニックメーカー（アニー・キャンベル、ジル・バレンタイン、クリオ姉、オバチャン）
- METAL GEAR SOLID 3 SNAKE EATER（ザ・ボス）
- 我が竜を見よ（ミユナ、キリコ）

2005年
- おねがいナイショにしてね（ほのか）
- テイルズ オブ ジ アビス（フィリア・フィリス）
- NAMCO x CAPCOM（ワルキューレ、ブラックワルキューレ）
- ふしぎの海のナディア〜Inherit the Bluewater〜（エレクトラ）
- METAL GEAR SOLID 3 SUBSISTENCE（ザ・ボス、ローズ）
- ローグギャラクシー（ルルカ・ライザ）

2006年
- ヴァルキリープロファイル レナス（アーリィ・ヴァルキュリア、リセリア、ブラックヴァルキリー、阿沙加）
- CLANNAD（古河早苗）
- グラナド・エスパダ（セルバ・ノルテ）
- サモンナイト4（メリアージュ）
- スーパーロボット大戦XO（アイナ・サハリン）
- テイルズ オブ ザ ワールド レディアント マイソロジー（フィリア）
- テイルズ オブ デスティニー（PS2版）（フィリア・フィリス）
- NINETY-NINE NIGHTS（アリサ）
- バテン・カイトスII 始まりの翼と神々の嗣子（ヴァララ）
- BLOOD THE LAST VAMPIRE（PSP版）（灯子）
- みんなのテニス（グロリア）
- ひぐらしデイブレイク（園崎茜）

2007年
- ああっ女神さまっ（ベルダンディー）
- GALAXY ANGEL II 無限回廊の鍵（シャトヤーン）
- BALDR BULLET EQUILIBRIUM（レナ・ブッティリスカヤ）
- ひぐらしのなく頃に祭（園崎茜）
- みんなのGOLF 5（グロリア）
- みんなのGOLF ポータブル2（グロリア）
- ひぐらしデイブレイク改（園崎茜）

2008年
- クイズマジックアカデミー5（エリーザ）
- CLANNAD FULL VOICE（古河早苗）
- コードギアス 反逆のルルーシュ LOST COLORS（セシル・クルーミー、井上直美）
- スーパーロボット大戦A PORTABLE（アイナ・サハリン）
- ゼロの使い魔 迷子の終止符と幾千の交響曲（エレオノール）
- ドラマチックダンジョン サクラ大戦 〜君あるがため〜（ロベリア・カルリーニ）
- ひぐらしデイブレイクPortable（園崎茜）
- まいにちいっしょ2008年9月22日配信のトロ・ステーション（顔出し）
- METAL GEAR SOLID 4 GUNS OF THE PATRIOTS（サニー、ローズマリー）

2009年
- おねがいナイショにしてねSS（ほのか）
- 機動戦士ガンダム ガンダムVS.ガンダムNEXT PLUS（アイナ・サハリン）
- GALAXY ANGEL II 永劫回帰の刻（シャトヤーン、デリアナ・マッカラル）
- クイズマジックアカデミー6（エリーザ）
- グランディアオンライン（リエーテ）Windows用MMORPG
- シャイニング・フォース フェザー（グリゼリア）
- テイルズ オブ ザ ワールド レディアント マイソロジー2（フィリア・フィリス）
- テイルズ オブ バーサス（フィリア・フィリス）
- 鋼の錬金術師 FULLEMETAL ALCHEMIST 背中を託せし者（ラスト）
- ひぐらしデイブレイクPortable MEGA EDITION（園崎茜）
- PRIUS ONLINE（ベリア）Windows用MMORPG
- マクロスアルティメットフロンティア（グレイス・オコナー）
- ロザリオとバンパイア CAPU2 恋と夢の狂想曲（猫目静）

2010年
- うみねこのなく頃に 〜魔女と推理の輪舞曲〜（ワルギリア）
- 機動戦士ガンダム エクストリームバーサス（2010年 - 2016年、アイナ・サハリン） - 4作品
- キャッスルヴァニア ロード オブ シャドウ（マリー・ベルモンド）
- クイズマジックアカデミー7（エリーザ）
- クイズマジックアカデミーDS 〜二つの時空石〜（エリーザ）
- こいけん!（喜久井遥）
- サモンナイトグランテーゼ 滅びの剣と約束の騎士（ラスカ、アンヌ）
- スーパーロボット大戦OGサーガ 魔装機神 THE LORD OF ELEMENTAL（テュッティ・ノールバック）
- 鋼の錬金術師 FULLEMETAL ALCHEMIST 約束の日へ（ラスト）
- みんなのテニスポータブル（グロリア）
- METAL GEAR SOLID PEACE WALKER（チコ、ザ・ボス）
- モンスターハンターポータブル3rd（「ザ・ボス装備」装備時のプレイヤーの声）
- uni.（橘薫子）
- 黄金夢想曲（ワルギリア）

2011年
- アルカナ・ファミリア -La storia della Arcana Famiglia-（スミレ）
- うみねこのなく頃に散 〜真実と幻想の夜想曲〜（ワルギリア）
- 黄金夢想曲X（ワルギリア）
- クイズマジックアカデミー8（エリーザ）
- グランナイツヒストリー（ミューズ女王）
- テイルズ オブ ザ ワールド レディアント マイソロジー3（フィリア・フィリス）
- マクロストライアングルフロンティア（グレイス・オコナー）
- 謎惑館 〜音の間に間に〜（迷路の女性）
- 勇現会社ブレイブカンパニー（ワルキューレ）
- ルーンファクトリー オーシャンズ（リリ）

2012年
- アスラズ ラース（ドゥルガ）
- アルカナ・ファミリア -幽霊船の魔術師-（スミレ）
- アルカナ・ファミリア -フェスタ・レガーロ!-（スミレ）
- 鬼武者Soul（小姓、斎藤帰蝶、出雲阿国、ジュジュドーマ蘭 他）
- クイズマジックアカデミー 賢者の扉（エリーザ）
- 機動戦士ガンダム オンライン（アイナ）
- 幻想水滸伝 紡がれし百年の時（アストリッド）
- スーパーロボット大戦OGサーガ 魔装機神 THE LORD OF ELEMENTAL（テュッティ・ノールバック）
- スーパーロボット大戦OGサーガ 魔装機神II REVELATION OF EVIL GOD（テュッティ・ノールバック）
- 第2次スーパーロボット大戦OG（テュッティ・ノールバック）
- 第2次スーパーロボット大戦Z 再世篇（グレイス・オコナー、セシル・クルーミー）
- Dragon Age II（リアンドラ）
- ヒーローズファンタジア（メリッサ）
- PROJECT X ZONE（ワルキューレ）
- みんなのGOLF 6（グロリア）
- ROBOTICS;NOTES（瀬乃宮みさ希）

2013年
- アルカナ・ファミリア2（スミレ）
- ガールフレンド（仮）第2期（天都かなた）
- ガイストクラッシャー（白銀ひのこ）
- 月英学園 -kou-
- ゴッドイーター2（レア博士〈レア・クラウディウス〉）
- スーパーロボット大戦OGサーガ 魔装機神III PRIDE OF JUSTICE（テュッティ・ノールバック）
- スーパーロボット大戦Operation Extend（セシル・クルーミー）
- ドラゴンズクラウン（ソーサレス）
- 箱庭のフォルクローレ（ナレーション）
- フェアリーフェンサー エフ（女神）
- ブレイブリーデフォルト プレイングブレージュ（火の巫女 イグリア・ニングヴァ・オブリージュ）
- マクロス30 銀河を繋ぐ歌声（グレイス・オコナー）
- マブラヴ オルタネイティヴ トータル・イクリプス（ミラ・ブリッジス）
- メタルギア ライジング リベンジェンス（サニー）

2014年
- 鬼武者Soul カードラッシュ
- CV 〜キャスティングボイス〜（十条玖美子）
- GUILTY GEAR Xrd SIGN（イノ）
- クイズマジックアカデミー 天の学舎（エリーザ）
- グランブルーファンタジー（2014年 - 2024年、マイシェラ、ミランダ）
- クレヨンしんちゃん 嵐を呼ぶ カスカベ映画スターズ!（サイレン）
- ケイオスリングスIII プリクエル・トリロジー（マリアイヴ）
- 白猫プロジェクト（カルディナ・オマリー）
- Rewrite（担任）
- 神撃のバハムート（ヴィーナス、ミラ先生）
- 新・世界樹の迷宮2 ファフニールの騎士（謎の人物〈黒の守護者〉）
- スーパーロボット大戦OGサーガ 魔装機神F COFFIN OF THE END（テュッティ・ノールバック）
- スカイ・ロア（メルビス）
- ソニック&オールスターレーシング トランスフォームド（アレックスキッド）
- MIRROR WAR Reincarnation of Holiness（スケルトンボウマン、デーモン）
- METAL GEAR SOLID V GROUND ZEROES（チコ）

2015年
- アルカナ・ファミリア -La storia della Arcana Famiglia- Ancora（スミレ）
- イグジストアーカイヴ -The Other Side of the Sky-（アマツメ）
- ウチの姫さまがいちばんカワイイ（聖輝晶姫 エクセルシア、聖紫晶姫 アメシスティア、聖青晶姫 セルリア、聖朱晶姫 ヴァーミリア、聖翠晶姫 エスメラルダ）
- オメガラビリンス（天乃夢美）
- GUILTY GEAR Xrd -REVELATOR-（イノ）
- ゴッドイーター2 レイジバースト（レア博士〈レア・クラウディウス〉）
- ザクセスヘブン（山吹キーロ）
- 白猫プロジェクト（クルーシャ・ブラッティ）
- しんけん!!（三日月ちか）
- 閃乱カグラ ESTIVAL VERSUS -少女達の選択-（両姫）
- デビルサバイバー2 ブレイクレコード（ティコ〈女〉）
- ビーナスイレブンびびっど!（咲丘みな）
- ひぐらしのなく頃に粋（園崎茜）
- フェアリーフェンサー エフ ADVENT DARK FORCE（女神）
- PROJECT X ZONE 2:BRAVE NEW WORLD（ワルキューレ）
- ワルキューレの冒険 時の鍵伝説withシャオムゥ（ワルキューレ）
- ブレイブリーセカンド（ベガ）
- ポポロクロイス牧場物語（ナレーション）
- Wonderland Wars（かぐや）
- チェインクロニクル（シェキナ、チドリ、サナオーリア）
- METAL GEAR SOLID V PHANTOM PAIN（AIポッド）

2016年
- アイカツ! フォトonステージ!!（天羽あすか）
- 快盗天使ツインエンジェル〜そして神話の乙女たち〜（水無月かすみ）
- クイズRPG 魔法使いと黒猫のウィズ（2016年 - 2020年、バジュラクイーン、グレイス・オコナー、シニョーラ・ティターノ、アクィラ・ヴェント）
- Shadowverse（イリス）
- スターリーガールズ（タワー）
- ドラゴンクエストヒーローズII 双子の王と予言の終わり（クレティア王）
- ヤマトクロニクル創世（イザナミ）
- √Letter ルートレター（YUKARI）
- ロードス島戦記オンライン（カーラ）
- Wonderland Wars（ツクヨミ）
- 太鼓の達人 ドコドン!ミステリーアドベンチャー（デボラ）
- ファンタシースターオンライン2（弓子、女性共通弓子ボイス、女性[EX]ボイスD02）
- リーグ・オブ・レジェンド（アッシュ）

2017年
- 蒼き革命のヴァルキュリア（マリア・シュマイケル）
- 俺達の世界わ終っている。（エロリィ・ニューニュー）
- ガンダムバーサス（アイナ・サハリン）
- 真・女神転生 DEEP STRANGE JOURNEY（謎の少女 / ルイ・サイファー）
- 閃乱カグラ PEACH BEACH SPLASH（両姫）
- ニューダンガンロンパV3 みんなのコロシアイ新学期（東条斬美）
- Fate/Grand Order（不夜城のキャスター〈シェヘラザード〉）
- ファイアーエムブレム ヒーローズ（2017年 - 2025年、ディアドラ、レア / セイロス、ニイメ）
- ルナプリ from 天使帝國（セリーナ）
- REDSTONE2（教授フォレダ）
- LORD of VERMILION IV（ベルダンディー）

2018年
- 御城プロジェクト:RE（モン・サン・ミッシェル、リンドス・アクロポリス）
- ドラゴンズクラウン・プロ（ソーサレス）
- スーパーロボット大戦X（メディナ・ラ・ルゲンシウス・エレクトラ）
- 真紅の焔 真田忍法帳（グラシア）
- ドラガリアロスト（マーキュリー）
- ゴッド・オブ・ウォー（フレイヤ）
- アサシン クリード オデッセイ（ミュリーネ）
- CRYSTAR -クライスタ-（アナムネシス）
- 機動戦士ガンダム エクストリームバーサス2（2018年 - 2025年、アイナ・サハリン） - 4作品
- ペルソナQ2 ニュー シネマ ラビリンス（ナギ / エンリル）
- √Letter ルートレター Last Answer（石原由香里）
- アルテイルNEO（アンナローゼ）
- Sdorica（リサ）
- 青空アンダーガールズ! Re:vengerS（久石かぐら）

2019年
- グリムノーツ Repage（ドロテア・フィーマン）
- ウィザーズ シンフォニー（マリーシア）
- JUDGEMENT 7 俺達の世界わ終っている。（エロリィ・ニューニュー）
- シノビマスター 閃乱カグラ NEW LINK（両姫）
- キングスレイド（ユリア）
- とある魔術の禁書目録 幻想収束（上条詩菜）
- ファイアーエムブレム 風花雪月（レア / セイロス）
- テイルズ オブ ザ レイズ（フィリア）
- 私立ベルばら学園 〜ベルサイユのばらRe*imagination〜（山田のばら）
- ドラゴンクエストXI 過ぎ去りし時を求めて S（エレノア、ぱふぱふ娘〈エドゥリス〉）
- DEATH STRANDING（アメリ）
- ガンダムネットワーク大戦（アイナ・サハリン）

2020年
- 仁王2（深芳野、鈴鹿）
- FAIRY TAIL（ミネルバ・オーランド）
- ブラウンダスト（フォルテシア）
- プロジェクト東京ドールズ（薬袋百代）
- モンスターストライク（2020年 - 2023年、まほろば、キャンティ）

2021年
- うみねこのなく頃に咲 〜猫箱と夢想の交響曲〜（ワルギリア）
- ラクガキ キングダム（秋穂・フランソワ）
- バディミッション BOND（コズエ、イズミ）
- ウマ娘 プリティーダービー（安心沢刺々美）
- 妖怪三国志 国盗りウォーズ（マクロファージ）
- 浮生（皇后・陳玉）
- バイオハザード ヴィレッジ（オルチーナ・ドミトレスク）
- カウンター・アームズ（ウォースパイト）
- 原神（アリス）
- GUILTY GEAR -STRIVE-（イノ）
- ラグナロクオリジン（ボニー）
- 英雄伝説 黎の軌跡（ラトーヤ・ハミルトン博士）
- コードギアス Genesic Re;CODE（セシル・クルーミー）
- ソウル7：闘羅大陸（寧榮）
- ラグナドール 妖しき皇帝と終焉の夜叉姫（朱雀）
- 共闘ことばRPG コトダマン（2021年 - 2022年、グレイス・オコナー、ラスト）
- スーパーロボット大戦30（ケルヒルト・ヒエタカンナス）
- グランサガ（クロエ）
- THE KING OF FIGHTERS ALLSTAR（イノ）
- スーパーロボット大戦DD（カルタ・イシュー）
- ファイナルファンタジーXIV:暁月のフィナーレ（ヴェーネス / ハイデリン）

2022年
- アークナイツ（リィン）
- ロックマンX DiVE（エラトネール）
- コードギアス 反逆のルルーシュ ロストストーリーズ（2022年 - 2023年、セシル・クルーミー、ドロテア・エルンスト）
- 機動戦士ガンダム アーセナルベース（2022年 - 2023年、アイナ・サハリン、カルタ・イシュー）
- ファイアーエムブレム無双 風花雪月（レア / セイロス）
- ドラゴンクエストX 天星の英雄たち オンライン（ジア・ルミナ）
- 鋼の錬金術師 MOBILE（ラスト）
- SDガンダム バトルアライアンス（アイナ・サハリン）
- 英雄伝説 黎の軌跡 II -CRIMSON SiN-（ラトーヤ・ハミルトン）
- 機動戦士ガンダム 鉄血のオルフェンズG（カルタ・イシュー）
- モノクロームメビウス 刻ノ代贖（シャントゥーラ）
- ゴッド・オブ・ウォー ラグナロク（フレイヤ）

2023年
- FORSPOKEN（タンタ・シンタ）
- 逆転オセロニア（エーリカ）
- 無期迷途（ガロファノ）
- 東京放課後サモナーズ（アマテラス）
- CUSTOM MECH WARS -カスタムメックウォーズ-（カスタムボイス：お姉さんAI / アビー〈特殊AI〉）
- 聖闘士星矢 ライジングコスモ（オウルのパルティータ）

2024年
- ゴブリンスレイヤー -ANOTHER ADVENTURER- NIGHTMARE FEAST（伯爵夫人）
- アウタープレーン（ラプラス）
- REYNATIS/レナティス（堂上小夜子）
- 英雄伝説 界の軌跡 -Farewell, O Zemuria-（ラトーヤ・ハミルトン）
- フィグゼイト -地獄の英雄伝説- EXAレーベル（アガサ・ボルドゥ）

2025年
- HUNDRED LINE -最終防衛学園-（喪白もこ）
- 魔法司書アリアナ 〜七英傑の書〜（ヴェステル、エレノア・ヴィレリス）
- みんなのGOLF WORLD（グロリア）

### ラジオドラマ
- インターネットパイロットドラマ・2.5大作戦（JEA幹部B）
- ツインビーPARADISE（メローラ姫）
- SUDA51'S SDATCHER（アリス・ギブソン）

### 吹き替え

#### 担当女優
キャメロン・ディアス
- エニイ・ギブン・サンデー（クリスティーナ・パグニアーチ）※テレビ朝日版
- 普通じゃない（セリーン・ネヴィル）※テレビ朝日版
- マスク（ティナ・カーライル）※日本テレビ版

クリスティ・ヨン
- 拳神 KENSHIN（ベル）
- 特攻!BAD BOYS（クイーン・チェン）
- 風雲 ストームライダーズ（孔慈）
- 霊幻道士 幽女編（インイン）

ジェニファー・コネリー
- スパイダーマン:ホームカミング（カレン）
- ハート・オブ・ジャスティス（エマ・バージェス）
- ホット・スポット（グロリア・ハーパー）※テレビ東京版
- ロケッティア（ジェニー・ブレイク）

ナオミ・ワッツ
- ザ・リング（レイチェル・ケラー）※フジテレビ版
- ステイ（ライラ）
- ファニーゲーム U.S.A.（アン）

ローラ・ダーン
- ウィルソン（ピッピ）
- きっと、星のせいじゃない。（フラニー・ランカスター）
- ジュラシック・ワールド/新たなる支配者（エリー・サトラー博士）
- ランブリング・ローズ（ローズ）

#### 映画
- アーク 失われたマヤの財宝（カテリーナ・カーララ〈キアラ・カゼッリ〉）
- IP5/愛を探す旅人たち（グロリア）
- 赤い殺意（モーガン・キャシディ）
- アクセル（ジェニー）※ソフト版
- アストロ・コップ（トーラ〈ウォーカー・ブラント〉）
- あなたに降る夢（イボンヌ・ビアシ〈ブリジット・フォンダ〉）
- アフターショック/ニューヨーク大地震（ダイアン・アゴスティーニ〈ジェニファー・ガーナー〉）
- アメリカン・グラフィティ（デビー・ダンハム〈キャンディ・クラーク〉）※BD版
- 嵐の中で輝いて（マーグリート・フォン・エバースタイン〈ジョエリー・リチャードソン〉）※ソフト版
- アンフォゲタブル（マーサ・ブリッグス〈リンダ・フィオレンティーノ〉）
- いつか晴れた日に（ルーシー・スティール〈イモジェン・スタッブス〉）
- イヤー・オブ・ザ・ガン（リア〈ヴァレリア・ゴリノ〉）
- ウィズアウト・ユー（ステラ〈ジュディット・ゴドレーシュ〉）
- ウィッカーマン（ウィロー〈ブリット・エクランド〉）
- エア★アメリカ ※日本テレビ版
- エブリシング（ポーリン・ホイッター〈アニカ・ノニ・ローズ〉）
- エルム街の悪夢4 ザ・ドリームマスター 最後の反撃（アリス・ジョンソン〈リサ・ウィルコックス〉）
- エルム街の悪夢5 ザ・ドリームチャイルド（アリス・ジョンソン〈リサ・ウィルコックス〉）
- 奥サマは魔女 魔王の陰謀（モーガン〈ヴァネッサ・パラディ〉）
- オクジャ/okja（ルーシー・ミランド、ナンシー・ミランド〈ティルダ・スウィントン〉）
- オスカー（テレサ〈エリザベス・バロンデス〉）
- 踊る大紐育（アイヴィ・スミス〈ヴェラ＝エレン〉）※日本テレビ版
- 親指シリーズ
  - 親指ウォーズ（アホヤ姫）
  - 親指タイタニック（ゼラニュウム）
  - 親指バットサム（ビッキー・ネール）
  - 親指ブレアサム（ストレッシー）
- オンリー・ザ・ロンリー（ビリー〈マコーレー・カルキン〉）
- ガールフレンドは未来人（ジェニー〈メリッサ・マーシャル〉）
- カスケーダー（クリスティン）
- 玻璃の城（ヴィヴィアン〈スー・チー〉）
- 硝子の塔（ヴァイダ・ウォーレン〈ポリー・ウォーカー〉）※ソフト版
- キートンの探偵学入門（主人公の恋人〈キャスリン・マクガイア〉）※2008年第21回東京国際映画祭提携企画　したまちコメディ映画祭in台東[377]
- きっと、うまくいく（ピア・サハスラブッデー〈カリーナ・カプール〉）
- ギャング（ルース・ラスカー〈マデリーン・ストウ〉）
- キングコング2 ※テレビ朝日版
- グーニーズ（アンディ〈ケリー・グリーン〉[378]）※ソフト版
- クール・アズ・アイス
- グッバイ・モロッコ（ジュリア〈ケイト・ウィンスレット〉）
- グリース（サンディ〈オリヴィア・ニュートン＝ジョン〉）※ソフト版
- クロウ/飛翔伝説（シェリー・ウェブスター〈ソフィア・シャイナス〉）※ソフト版
- 刑事ジョン・ルーサー: フォールン・サン（コリン・アルドリッチ〈ハティ・モラハン〉）
- ゴーストバスターズ2（母親〈メアリー・エレン・トレイナー〉）※機内上映版
- コードネーム:ストラットン（サムナー〈コニー・ニールセン〉）
- 恋人たちの予感（アマンダ）※ソフト版
- ゴッドファーザー PART III（メアリー・コルレオーネ〈ソフィア・コッポラ〉）※ソフト版
- こわれゆく世界の中で（リヴ〈ロビン・ライト〉）
- コンフィデンス（リリー〈レイチェル・ワイズ〉）
- サイクロンZ（助手）
- 西遊記 女人国の戦い（国師〈ジジ・リョン〉）
- ザ・ハルマゲドン/ワーロック リターンズ（サマンサ・エリソン）
- さまよう魂たち（ルーシー・リンスキー〈トリニ・アルバラード〉）
- ザ・ロック（カーラ〈ヴァネッサ・マーシル〉）※ソフト版
- 三銃士（アン王妃〈ガブリエル・アンウォー〉）※ソフト版
- サンタクロース ※テレビ朝日版
- 幸せのセラピー（ジェス〈エリザベス・バンクス〉）
- ジェイン・エア（ジェイン・エア〈シャルロット・ゲンズブール〉）
- 地獄の殺人救急車/狙われた金髪の美女（ルームメイト）
- 七福星（ワン〈ロザムンド・クワン〉）
- シティ・スリッカーズ（ボニー・レイバン〈ヘレン・スレイター〉）※ビデオ版
- シドニー・シェルダン/時間の砂（ルチア）
- 死にゆく者への祈り（アンナ）
- 灼熱の女（アン・ショールズ〈ヴァージニア・マドセン〉）
- ジム・ヘンソンのウィッチズ/大魔女をやっつけろ!（少女時代のヘルガ・エバシャム〈クリスティン・シュタインズランド〉）
- ジャングル・ジョージ2（アースラ〈ジュリー・ベンツ〉）
- 13日の金曜日 PART8 ジェイソンN.Y.へ（エヴァ〈ケリー・ヒュー〉）※ソフト版
- ジョーズ（クリシー・ワトキンス〈スーザン・バックリニー〉）※TBS版
- ジョーズ'87 復讐篇 ※日本テレビ版
- 処刑ライダー（ケリー・ジョンソン〈シェリリン・フェン〉）※TBS版
- 死霊のはらわたII（ボビー・ジョー）
- 死霊のはらわた ライジング（エリー[379]）※Netflix版
- 仁義なき抗争（シンディ〈レジーナ・ケント〉）
- ズーランダー NO.2（ヴァレンティナ・ヴァレンシア〈ペネロペ・クルス〉）
- 過ぎゆく夏（サラ・ベネディクト〈ヘザー・グラハム〉）
- スクール・ウォーズ/もうイジメは懲りごり!（コニー、ウルフ〈少年〉）
- ステート・オブ・グレース（ケイト〈ロビン・ライト〉）※テレビ東京版
- ストライク・コマンドー（ラオの姉）
- スピード（アニー・ポーター〈サンドラ・ブロック〉）※機内上映版
- スペースボール（ヴェスパ姫〈ダフネ・ズニーガ〉）
- 青春の輝き（サリー・ウィーラー）
- 聖闘士星矢 The Beginning（ヴァンダー・グラード〈ファムケ・ヤンセン〉[380]）
- セント・オブ・ウーマン/夢の香り（カレン・ロッシ〈サリー・マーフィ〉）
- 大逆転（ペネロープ・ピークス〈クリスティン・ホルビー〉）※フジテレビ版
- ダイ・ハード（ジニー）※機内上映版
- タクシードライバー（ベッツィー〈シビル・シェパード〉）※ソフト版
- ダニエル・スティール/愛のカレイドスコープ・訣別の微笑（ソランジュ）※テレビ東京版
- タワーリング・インフェルノ（パティ・シモンズ〈スーザン・ブレイクリー〉）※BSジャパン版
- チェイス・フロム・ビヨンド（ヨン〈ジョイ・ウォン〉）
- チャイニーズ・ゴースト・ストーリー2（チュン・チンフォン〈ジョイ・ウォン〉）※テレビ東京版
- チャイニーズ・ゴースト・ストーリー3（オーキャット）
- 追跡者（マリー〈イレーヌ・ジャコブ〉）※テレビ東京版
- ディープ・ブルー（ジャニス・ビギンズ〈ジャクリーン・マッケンジー〉）※ソフト版
- デッド・エンド/特捜記者ブラティガンの挑戦（ケイト・ハイタワー〈ジェシカ・スティーン〉）
- デリンジャー（ビリー〈ミシェル・フィリップス〉）※テレビ東京版
- デルタフォース2（リタ・チャベス）
- 天使とデート（エンジェル〈エマニュエル・ベアール〉）
- トゥルー・カラーズ（ダイアナ・スタイルズ〈イモジェン・スタッブス〉）
- ドク・ソルジャー/白い戦場（ロビン・ヴァン・ドーン〈リー・トンプソン〉）※ソフト版
- 特攻サンダーボルト作戦（ジュリー・ダリン）
- ドラゴン・ブレイド（ショーチン〈ミカ・ウォン〉）
- ドラッグ・コネクション/レイプ殺人・復讐の狼（ドナ〈クリスタル・カーソン〉）※テレビ東京版
- 永遠に美しく…（アンナ〈ミシェル・ジョンソン〉）※日本テレビ版
- ドント・ブリーズ2（ジョセフィン〈フィオナ・オシャーグネッシー〉[381]）
- ナーズの復讐III ナーズ軍団、最終決戦!（ベティ・スコルニック〈ジュリア・モンゴメリー〉）
- ナイトライフ（ロベルタ）
- ニュー・ジャック・シティ（セリーナ〈マイケル・ミシェル〉）※ソフト版
- ネバーエンディング・ストーリー 第2章 ※ソフト版
- ネバー・セイ・ダイ/地獄のデルタ・フォース（ブルック〈ジェニファー・ミラー〉）
- ノイズ（ジリアン〈シャーリーズ・セロン〉）※テレビ朝日版
- ノック・オフ（カレン・リー〈レラ・ローション〉）※テレビ東京版
- ノック・ノック（カレン〈イグナシア・アラマンド〉）
- ハードカバー/黒衣の使者（コレット）
- バイオ・エイリアン/新種誕生（アリス・ブラッドリー）
- パイレーツ/この恋、火気厳禁!（サム〈キーラ・セジウィック〉）
- ハウリングII（ジェニー・テンプルトン）
- バガー・ヴァンスの伝説（アデール・インバゴードン〈シャーリーズ・セロン〉）
- バックドラフト（ジェニー〈ジェニファー・ジェイソン・リー〉）※ソフト版
- バックマン家の人々（スーザン〈ハーレイ・ジェーン・コザック〉）※テレビ東京版
- バットマン リターンズ（氷の女王）※テレビ朝日版
- ハワード・ザ・ダック/暗黒魔王の陰謀（ビバリー〈リー・トンプソン〉）※TBS版
- 必殺マグナム
- 羊たちの沈黙 ※ビデオ版
- ビバリーヒルズ・コップ2（プレイボーイホテルの受付嬢）※フジテレビ版
- 秘められた好奇心/柔肌に燃える愛の罠（フランチェスカ〈ジェニー・タンブリ〉）
- ビルとテッドの大冒険（エリザベス王女〈キンバリー・ケイツ〉）
- ファイティングラブ（ミンディ〈ニキ・チョウ〉）
- ファミリー・ゲーム/双子の天使（メレディス・ブレイク〈エレイン・ヘンドリックス〉）
- フェア・ゲーム（ケイト・マックイーン〈シンディ・クロフォード〉）
- フック
- プラスティック・ナイトメア/仮面の情事（ナンシー）
- ブラック AND ホワイト（ドンブロウスキー〈アリソン・イーストウッド〉）
- ブラックライダー
- プリティ・ヘレン（ヘレン・ハリス〈ケイト・ハドソン〉）
- ブリングリング（ローリー〈レスリー・マン〉）
- フリントストーン/モダン石器時代（シャロン・ストーン〈ハル・ベリー〉）
- ブルースチール（トレイシー・ペレス〈エリザベス・ペーニャ〉）※ビデオ版
- プレシディオの男たち（パティ・ジーン・リンチ〈ジェニット・ゴールドスタイン〉）※フジテレビ版
- プロジェクトA2 史上最大の標的（パール）※フジテレビ版
- ヘヴィメタル（娘）
- ヘルプ 〜心がつなぐストーリー〜（シーリア・フット〈ジェシカ・チャステイン〉）
- ホーム・アローン5（キャサリン・バクスター〈エリー・ハーヴィー〉）
- 冒険者たち（レティシア〈ジョアンナ・シムカス〉）※テレビ東京版
- ホット・チック（ジェシカ・スペンサー〈レイチェル・マクアダムス〉）
- 微笑みがえし（アニー・マルキン）
- ポリスアカデミー5 マイアミ特別勤務（ケイト〈ジャネット・ジョーンズ〉）※TBS版
- ポリスアカデミー7 モスクワ大作戦!!（カトリーナ〈クレア・フォーラニ〉）※ソフト版
- ボンバー・ライダーズ（ベリル・アン・ディヴァーズ〈テリー・ポロ〉）
- マーズ・アタック!（ナタリー・レイク〈サラ・ジェシカ・パーカー〉）※テレビ東京版
- マイアミ・ラプソディー（レスリー〈カーラ・グギノ〉）
- マイ・ブルー・ヘブン（クリスタル・ライバック〈メラニー・メイロン〉）
- マスターズ/超空の覇者（ジュリー〈コートニー・コックス〉）※テレビ朝日版
- マネキン2（ジェシー〈クリスティ・スワンソン〉）※テレビ朝日版
- ミシシッピー・バーニング ※ソフト版
- ミナ（エセル〈エルザ・ジルベルスタイン〉）
- ミュリエルの結婚（ミュリエル〈トニ・コレット〉）
- メイド・イン・アメリカ（ポーラ〈チャーリーン・フェレンツ〉）
- メン・オブ・ウォー
- モキシー 〜私たちのムーブメント〜（リサ〈エイミー・ポーラー〉）
- U.M.A レイク・プラシッド（ケリー・スコット〈ブリジット・フォンダ〉）
- 夢の降る街（マリーナ〈デミ・ムーア〉）
- ライトスタッフ（トルーディ・クーパー〈パメラ・リード〉）
- ランボー ラスト・ブラッド（カルメン〈パス・ベガ〉[382]）※劇場公開版
- リーサル・ウェポン（リアン・マータフ〈トレイシー・ウォルフ〉）※TBS版洋画吹き替えデビュー作[要出典]
- リーサル・ウェポン2/炎の約束（リアン・マータフ〈トレイシー・ウルフ〉）※TBS版、（リカ〈パッツィ・ケンジット〉）※テレビ朝日版
- リバー・ランズ・スルー・イット（ジェシー・バーンズ〈エミリー・ロイド〉）
- ルーカスの初恋メモリー
- ルディ/涙のウイニング・ラン（メアリー）
- ルル・オン・ザ・ブリッジ（セリア・バーンズ〈ミラ・ソルヴィノ〉）
- レジェンド・オブ・フラッシュ・ファイター 電光飛龍（ティンティン〈ミッシェル・リー〉）※ビデオ版
- レス・ザン・ゼロ（ブレア〈ジェイミー・ガーツ〉）
- レッド・バージン（アウロラ・ロドリゲス〈ナイワ･ニムリ〉）
- レナードの朝（ポーラ〈ペネロープ・アン・ミラー〉）※ソフト版
- ローリング・サンダー（リンダ・フォルシェ〈リンダ・ヘインズ〉）
- ロレンツォのオイル/命の詩（デアドラ・マーフィ〈キャスリーン・ウィルホイト〉）
- ワイルド・スピード（ミア・トレット〈ジョーダナ・ブリュースター〉）※テレビ朝日版
- 私にだってなれる! 夢のナレーター単願希望（ダニー〈ミカエラ・ワトキンス〉）

#### ドラマ
- アースG889（ユリシーズ）※ビデオ版
- ARROW/アロー（キャリー・カッター / キューピッド〈エイミー・ガメニック〉）
- ER緊急救命室シーズン1 #20（アリーナ〈キミー・ロバートソン〉）
- インディ・ジョーンズ/若き日の大冒険
- ウェイワード・パインズ 出口のない街（ケイト・ヒューソン〈カーラ・グギノ〉）
- 宇宙船レッド・ドワーフ号 シーズン12（アニター）
- ウルトラマンパワード（ニューロネット社幹部、ジェシー）
- エレメンタリー2 ホームズ&ワトソン in NY #4（ペリ・デランシー〈ノエル・ベック〉）
- 恐竜家族（キャロライン）
- キング・オブ・キングス（マリー・ワレフスカ〈アレクサンドラ・マリア・ララ〉）※ソフト版
- 禁断の関係〜愛と憎しみのブーケ〜（キャシー・マンソン〈ハーマイオニー・ノリス〉）
- 刑事ナッシュ・ブリッジス（ミシェル・チャン〈ケリー・ヒュー〉）
- コールドケース4 #22（カテリーナ）
- ザ・ミドル 〜中流家族のフツーの幸せ（フランキー・ヘック〈パトリシア・ヒートン〉）
- 三国志演義（小喬）※NHK-BS2版
- シャーロック・ホームズの冒険 未婚の貴族（ヘンリエッタ・ドーラン）
- 私立探偵スペンサー（スーザン・シルバーマン）
- 新アウターリミッツ（ハンナ・ヴァレシック〈アリッサ・ミラノ〉）
- 新・刑事コロンボシリーズ
  - 幻の娼婦（シンディ）
  - 華麗なる罠（フランセス）
- 新スタートレック（マージョリー）
- スタートレック:ストレンジ・ニュー・ワールド シーズン1 #6（アローラ〈リンディ・ブース〉）
- セサミストリート ※スペシャル版（ゾーイ、カルロ）
  - セサミストリート: 世界の国からハッピーニューイヤー
  - セサミストリート危機一髪
- 孫子兵法（高紫蘇〈フー・ジン〉）
- 探偵レミントン・スティール（ローラ・ホルト〈ステファニー・ジンバリスト〉）※シーズン3から
- CHASE/逃亡者を追え!（フェイス・メイプルズ〈ジェニファー・モリソン〉）
- 超音速ヒーロー ザ・フラッシュ（パロマ・アギュラー〈カーラ・モンタナ〉、ステイシー）※日本テレビ版
- デビアスなメイドたち（カルメン・ルナ〈ロゼリン・サンチェス〉[383]）
- ナイトライダー シーズン4 #5（フェレットの技術者）
- PERSON of INTEREST 犯罪予知ユニット シーズン3 #13
- バーン・ノーティス 元スパイの逆襲（カーラ〈トリシア・エルファー〉）
- ピケット・フェンス（マックス・スチュワート〈ローレン・ホリー〉）
- ビッグ 〜愛は奇跡〈ミラクル〉〜（イ・ジョンヘ〈ユン・ヘヨン〉）
- ビッグバン★セオリー ギークなボクらの恋愛法則（アリシア）
- 百年の花嫁（マ・ジェラン〈シン・ウンジョン〉[384]）
- ヒューマンズ（アシーナ・モロー〈キャリー＝アン・モス〉）
- ふたりは最高!ダーマ&グレッグ シーズン4 #15（ステファニー）
- フルハウス（クリスティーン）
- ホークアイ（エレノア・ビショップ〈ヴェラ・ファーミガ〉[385]）
- また会う日まで（デルフィーヌ〈ミア・サラ〉）
- ミッキーマウス60周年記念（マロリー・キートン〈ジャスティン・ベイトマン〉、レベッカ・ホウ〈カースティ・アレイ〉）
- 名探偵ポワロ 青列車の秘密（キャサリン）
- THE MENTALIST メンタリストの捜査ファイル #21（ブルック・ハーパー）
- モナーク: レガシー・オブ・モンスターズ（ナタリア・ヴェルデューゴ〈Mirelly Taylor〉）
- ヤングライダーズ シーズン1 #18（キャサリン・デヴリン）
- 世にも不思議なアメージング・ストーリー（ジェーン〈ペニー・パイザー〉）
- リゾーリ&アイルズ ヒロインたちの捜査線（モーラ・アイルズ〈サッシャ・アレクサンダー〉）
- ロボコップ（ロッキー・クレンショー）※ソフト版

#### アニメ
- X-MEN（テレビ東京版）（カーリー）
- 西遊記 孫悟空対白骨婦人（召使い）
- ザ・シンプソンズ（コレット）
- シーラとプリンセス戦士（シャドー・ウィーバー）
- 新くまのプーさん（クリストファー・ロビンのママ〈初代〉）
- スパイラルゾーン（カテリーナ・アナスタシア、アペックス）
- タイニー・トゥーンズのハチャメチャ学園（グラニー[386]）
- チキチキマシン猛レース!（ミルクちゃん[387]）
- チップとデールの大作戦（ベビー）※テレビ東京版
  - チップとデールの大作戦（ダムゼル、ハリエット）※新吹き替え版
- 天才犬ピーボ博士のタイムトラベル（パティ・ピーターソン）
- トランスフォーマーシリーズ
  - トランスフォーマー アドベンチャー（ジザ）
  - トランスフォーマー:ウォー・フォー・サイバトロン・トリロジー（エリータ-1[388]）
- ドン・キホーテ（ゾライダ）
- パウ・パトロール ザ・マイティ・ムービー（デロリス[389]）
- パウ・パトロール ザ・ムービー（デロリス[390]）
- バットマン（サマー・グリースン、ブルース・ウェイン〈子供時代〉）
- バットマン ゴッサムナイト（カサンドラ）
- ビアンカの大冒険 ゴールデン・イーグルを救え!（コーディーのお母さん）
- プチ・ニコラ パリがくれた幸せ（ママ[391]）
- ペイネ 愛の世界旅行（バレンチナ）
- マイリトルポニー〜トモダチは魔法〜（プリンセスセレスティア[392]）
  - マイリトルポニー: エクエストリア・ガールズ（プリンセスセレスティア、セレスティア校長）
  - マイリトルポニー・ガールズ: 虹の冒険（セレスティア校長）
  - マイリトルポニー: エクエストリア・ガールズ - フレンドシップ・ゲーム（セレスティア校長）
  - マイリトルポニー: エクエストリア・ガールズ - エバーフリーの伝説（セレスティア校長）
  - マイリトルポニー プリンセスの大冒険（プリンセスセレスティア）
- ムーミン谷のなかまたち（ムーミンママ[393]）
- RWBY（ナレーション[394]、セイラム）
- ロボッツ（リディア・コッパーボトム）

### 特撮
2010年代
- 海賊戦隊ゴーカイジャー（2011年、インサーンの声）
- ゴーカイジャー ゴセイジャー スーパー戦隊199ヒーロー大決戦（2011年、インサーンの声）
- 海賊戦隊ゴーカイジャー THE MOVIE 空飛ぶ幽霊船（2011年、インサーンの声）
- 海賊戦隊ゴーカイジャーVS宇宙刑事ギャバン THE MOVIE（2012年、インサーンの声）
- 海賊戦隊ゴーカイジャー キンキンに!ド派手に行くぜ!36段ゴーカイチェンジ!!（2012年、インサーンの声）

2020年代
- 王様戦隊キングオージャー（2023年 - 2024年、ネフィラの声）

### 人形劇
- Thunderbolt Fantasy 西幽玹歌（2019年、咒旬瘖[396]）
- Thunderbolt Fantasy 東離劍遊紀3（2021年、聆莫言[397]）

### 舞台・イベント
- Parler Chiffons V（1998年8月22日・豊島公会堂）
- LIVE!!  -アニコン･フォーラム-（1998年10月4日・イイノホール）
- 『かきくけ喜久子のさしすせSonata 』公開録音・LIVE（1999年1月17・杉並公会堂）
- Parler Chiffons VI（1999年2月14日・芝青年会館）
- 春のぽかぽかツアー（1999年 3月20日・大阪サンケイホール、3月27日・名古屋テレピアホール、4月11日・東京五反田ゆうぽうとホール）
- 劇場版 『天地無用! in LOVE 2 遙かなる想い』舞台挨拶（1999年4月29日・新宿ミラノ座）
- しあわせ♡クロワッサン『Lu puty La puty』発売記念イベント（1999年6月20日・ポニーキャニオン）
- 『ヘキサムーン・ガーディアンズ』キャスティング発表イベント（1999年7月24日・「東京キャラクターショー1999」東京ビッグサイト）
- アニメジャパンオールスターズ1999 Radio Battle（1999年8月15日・「ANIME JAPAN FES '99 IN SHIBUYA」ON AIR WEST）
- ああっ女神さまっ 小っちゃいって事は便利だねっ 公開レコーディング（1999年8月27日・東京水道橋バリオホール）
- しあわせ♡クロワッサン 1stアルバム『しあわせさん』発売記念イベント（1999年9月5日・吉祥寺DISK INN SHINSEIDO）
- 『ヘキサムーンガーディアンズ 喜久子と麻里安のお月様にお願い』公開録音、『夏色剣術小町』イベントステージ（1999年9月18日 9月19日 両日公演・「東京ゲームショー1999」幕張メッセ）
- 井上喜久子の新･お姉ちゃんといっしょ（1999年10月2日・サンシャイン国際水族館）
- 井上喜久子ミニステージ（1999年10月2日・「第31回けいあい祭」敬愛大学 穴川キャンパス）
- 電気通信大学 漫画&アニメーション研究会 自社制作アニメ上映会・声優トークショー（1999年11月21日・電気通信大学）
- NHK FM サタデーホットリクエスト 公開生放送（1999年12月11日・NHK放送センター）
- 声優フェスティバル DREAM POWER 2000（2000年2月13日・五反田ゆうぽうとホール）
- NECインターチャンネル ファン感謝デースペシャル ライブ&トークショー（2000年2月26日・東京国際フォーラム）
- 『サラリーマン金太郎 THE GAME』イベント（2000年4月1日・「東京ゲームショー2000」幕張メッセ）
- NHK FM サタデーホットリクエスト 公開生放送（2000年6月10日・NHK放送センター）
- 夏のうきうきツアー2000（2000年6月15日・横浜ランドマークホテル、7月1日・名古屋テレピアホール、7月2日・大阪MIDシアター、7月9日・東京国際フォーラム）
- 10thアルバム『たのしいこと』発売イベント（2000年6月24日・兵庫ディスクピア三宮、6月27日・名古屋ヤマギワソフト ナディアパーク店、6月29日・吉祥寺DISK INN SHINSEIDO、秋葉原石丸ソフトワン）
- 劇場版『ああっ女神さまっ』イベント（2000年7月22日 7月23日 両日公演・「東京キャラクターショー2000」）
- 月の夜にアイまShow! Live in Drama Theater Vol.2 『アルト声の少女』（2000年8月10日 - 13日・ニューピアホール）
- 『Brave Knight』イベントステージ（2000年9月24日・「キャラクターカーニバル2000」東京ビッグサイト）
- 『HAPPY☆LESSON ファーストレッスン』発売記念イベント（2000年10月1日・KSS五反田ビル）
- 『金曜アニメ館』公開収録（2000年10月15日・NHK放送センター）
- 劇場版『ああっ女神さまっ』舞台挨拶（2000年10月21日・丸の内プラゼール、渋谷ピカデリー、11月3日・広島八丁座、11月3日・丸の内ピカデリー、11月3日・桜坂シネコン琉映）
- 劇場版『ああっ女神さまっ』公開記念 星空トークショー（2000年11月4日・沖縄 ホテルムーンビーチ）
- 『ああっ女神さまっ』劇場版公開特別企画「AIC 美少女アニメーションアートの素敵な世界」井上喜久子トークショー（2000年11月11日名古屋中小企業振興会館、11月18日・大阪ワールドトレードセンター）
- ああっ女神さま『神の音源十傑』大発表会（2000年12月2日・ポニーキャニオン）
- 歌とトークの楽しいライブ「おしゃべりな作品展」（2001年2月17日・町田デザイン専門学校） 『井上喜久子のおさかなラジオ』公開録音（2001年3月3日・東京都庁SOLAスタジオ）
- 『ああっ女神さまっ』オールナイトイベント 女神の降りてくる夜（2001年3月23日・丸の内ピカデリー、3月30日・大阪SY角座）
- 『サクラ大戦3』ステージイベント（2001年4月15日・「Game Jam in Zepp Tokyo」Zepp Tokyo）
- 『ああっ女神さまっ』 Visual Memories 井上喜久子スペシャルトークショー（2001年 3月18日・広島デオデオ本店、3月31日・新潟テルサ、4月8日・アニメイト池袋本店、4月15日・静岡インザライフ、5月3日・大阪南港ATC O's、5月13日・岡山ジョイポリス、5月20日・金沢MROホール、5月26日・La-OX仙台、6月3日・ホテル サンルートニュー札幌、6月16・アクロス福岡、FINAL 7月22日・秋葉原ゲーマーズ）
- NHKアニメ遊園地（2001年5月5日・NHK放送センター特設ステージ）
- 『こみっくパーティー』『HAPPY☆LESSON』『ONE』発売記念イベント（2001年5月27日・京都センター、6月17日・三宅坂ホール、6月24日・名古屋東別院ホール）
- Anime Expo2001（現地時間2001年7月5日 - 8日・アメリカ カリフォルニア州 ロングビーチコンベンションセンター）
- OVA『HAPPY☆LESSON』発売記念ライブ（2001年7月18日・渋谷QUON）
- 『こみパだ!!ハピレスだ!!ONEだ!!KSS夏祭り♡』ステージイベント（2001年7月21日・幕張メッセ）
- 『魔法戦士リウイ』トークショー（2001年7月22日・幕張メッセ）
- 声優フェスティバル アニメラジオNow and Than（2001年7月28日・「文化放送開局50周年記念 DREAM POWER 2001」渋谷公会堂）
- サクラ大戦巴里花組特別ミニライブショウ（2001年8月13日・東京厚生年金会館）ロベリア・カルリーニ
- ANIME RAVE 2001  Live by avexmode（2001年8月17日・東京ビッグサイト）
- 『魔法戦士リウイ』DVD & ビデオ発売記念イベント（2001年8月26日・豊島公会堂）
- 井上喜久子と遊ぼっ!（2001年8月26日・「アフタヌーン夏祭り」講談社講堂）
- 『フィギュア17』『コスモウォーリア零』上映会 & トークショー（2001年9月8日・「AT-X アニメフェスタ」笹川記念国際ホール）
- 『魔法戦士リウイ』vol.2 DVD お渡し会（2001年9月23日・紀伊国屋書店 新宿南店）
- 『サクラ大戦』ステージイベント（2001年10月13日・「東京ゲームショー」幕張メッセ）
- ハピレスだよ!全員集合!!（2001年12月2日・なかのZERO）
- サクラ大戦ディナーショウ 巴里のクリスマス（2001年）ロベリア・カルリーニ
- 『かほる&きみきみ ドキドキHAPPY☆LESSON』公開録音（2002年1月20日・スタジオアルタ）
- 榊原一郎&井上喜久子 ジョイントトークイベント（2002年2月10日・大阪 アミューズメントメディア総合学院）
- 『FINAL FANTASY:UNLIMITED』トークショー、『キャプテン翼&エンジェリックレイヤー』トークショー（2002年2月17日・「新世紀 東京国際アニメフェア21」東京ビッグサイト）
- 『ああっ女神さまっ』 Visual Memories開催一周年記念 女神復活祭（2002年3月17日・秋葉原ラジオ会館、3月23日・名古屋明治生命ビル）
- 『HAPPY☆LESSON』TV前夜祭（2002年3月24日・島本町ふれあいセンター、2002年3月31日・日本青年館）
- 『こすぷれCOMPLEX』&『キディ･グレイド』梅雨はらい（2002年6月1日・千里協栄生命ホール）
- KSS夏祭り2002（2002年6月23日・貝塚市民文化会館、7月14日・川口総合文化センター）
- 『MOUSE』アニメ化発表イベント（2002年7月20日・『東京キャラクターショー2002』幕張メッセ）
- 『おねがい☆ティーチャー』ステージイベント（2002年7月21日・『東京キャラクターショー2002』幕張メッセ）
- 『おねがい☆ティーチャー』はちみつ課外授業（2002年7月28日・『Thanks 20th エモーションフェスティバル2002』御堂会館）
- anime + nation（2002年8月31日・Zepp Tokyo）
- TOKYO ANIMESONG STATION #1（2002年10月6日・Zepp Tokyo）
- 井上喜久子トークショー（2002年11月3日・『第3回ギルティギア ゼクスフェスティバル』品川インターシティホール）
- KSS冬祭り2002 紅白歌合戦!（2002年12月1日・川崎市教育文化会館）
- サクラ大戦ディナーショウ〜巴里のクリスマス〜（2002年12月22日・Hilton Tokyo）
- サクラ大戦ディナーショウ〜巴里のクリスマス〜ウインタースペシャルナイト2002（2002年12月25日・The Westin Osaka）
- 『おねがい☆ティーチャー はちみつ授業 ほ･しゅ･う』公開録音（2003年3月15日・文化放送）
- 『HOUSE』DVD発売記念トーク&ライブイベント（2003年3月23日・「メディアファクトリー アニメスプリングフェスタ2003」豊島区公会堂）
- プレミアム･アニメーション･フェスティバル（2003年4月5日・福岡三越、4月29日・岡島百貨店、5月4日・新潟三越）
- KSS夏祭り2003（2003年6月29日・九段会館）
- 『ごくらく!もえもえステージ』ぽぽラジ&おね2 公開録音（2003年7月20日・「東京キャラクターショー2003」幕張メッセ）
- 『井上喜久子のキャラメルハイツ&キャラメルタウン』公開録音（2003年7月27日・「Hobby EXPO 2003」東京ビッグサイト）
- 『萌えステージ ぽぽたん、おねがい☆ツインズ、デ･ジ･キャラットにょ』（2003年7月27日・「Hobby EXPO 2003」東京ビッグサイト）
- 『アニぱら音楽館』公開録画（2003年8月20日・東京FMホール）
- C3 2003 萌え×2!エモーション（2003年8月24日・幕張メッセ）
- さきどり☆エモシアターVol.3（2003年9月7日・尚美バリオホール）
- 井上喜久子 お姉ちゃんの大感謝祭☆（2003年9月23日・浅草公会堂）
- 『井上喜久子のキャラメルタウン』公開録画（2003年9月28日・「東京ゲームショウ2003」幕張メッセ）
- 『Angelic Vale Progress〜ウェスベールの迷宮〜』発売記念トークショー（2003年11月29日・ Aso Bit City ）
- サクラ大戦ディナーショウ2003〜巴里のクリスマス〜（2003年12月23日・HILTON TOKYO）
- ドキドキ『ヤミと帽子と本の旅人』スペシャルイベント 〜あなたとわたしとヴェルファーレの旅人〜（2003年12月27日・六本木ヴェルファーレ）
- 井上喜久子トークショー（2003年12月27日・『人気アニメのひみつ展』マルイファミリー溝口）
- 朗読劇 電車男 前編 Mission1-3（2005年3月12日 - 14日・シアターアプル）エルメス
- 朗読劇 電車男 後編 Mission4-6（2005年5月9日・東京国際フォーラム）エルメス
- 峰菱遼子診察室 出張クリニッ ドラマCD『りょー子先生の診察室〜迷える子羊には愛のムチよ』発売記念イベント（2004年1月25日・石丸電気ソフトワン）
- 『魔法先生ネギま!』麻帆良学園中等部 2-A 1学期終業式（2004年5月1日・朝日生命ホール）
- 『DearS×DearS』ラジオ公開録音（2004年5月2日・「DearS☆フェスティバル」日本工学院専門学校 蒲田キャンパス）
- アニフェス2004 夏祭り（2004年5月29日・川口総合文化センター）
- ドラマCD『キャラメル!ポリスアカデミー その1』発売記念イベント（2004年8月28日・文化放送）
- お姉ちゃんと綾ちゃんといっしょ!（2004年8月29日・Zepp Fukuoka）
- TBSアニメフェスタ2004（2004年9月4日 - 5日・文京シビックホール）
- 井上喜久子のSweet & Smile 〜弦楽四重奏とともに〜 おひさまの部/お月さまの部（2004年9月19日・品川プリンスホテル クラブeX）
- キャラメルアカデミー ぷちっミュージカル（2004年11月3日・「文化放送ラジオフェスタ2004 A&Gフェスティバル 番組感謝祭」・九段会館）
- 井上喜久子トークショウ（2004年10月9日・秋葉原ラジオ会館、11月6日・名古屋 御園座会館、11月13日・仙台 イービーンズ夢市場）
- 井上喜久子のキャラメルハイツ&タウン 新宿JAM SESSION 〜キャラメル!ポリス アカデミー ぷちっレビュー（2004年11月23日・新宿ステーションスクエア）
- サクラ大戦ディナーショウ2004 巴里のクリスマス（2004年12月23日・Hilton Tokyo）
- キャラメルバレンタイン2005〜あなたのハートに Sweet Kiss〜（2005年2月12日・shibuya eggman）
- ニュータイプ20周年記念感謝祭（2005年3月5日・大阪御堂会館、3月19日・日本青年館、3月27日・名古屋 栄テレピアホール、4月9日・福岡 天神イムズホール）
- 『ああっ女神さまっ』特別ステージ（2005年4月2日・「東京アニメフェア」東京ビッグサイト）
- 井上商店公開出店（2005年5月4日・代々木公園野外ステージ）
- 『奥さまは魔法少女』主題歌公開合同取材（2005年6月10日・Club 1ne 2wo）
- 『ぺとぺとさん&奥さまは魔法少女』ステージイベント（2005年7月23日・「東京キャラクターショー2005」幕張メッセ）
- Anime Japan Fes 2005 アニソンアイドル 心 夏祭り（2005年8月12日・Zepp Tokyo） 井上喜久子クリスマストークショー（2005年8月12日・「藤島康介原画展」横浜プラザホテル）
- TBSアニメフェスタ2005（2005年8月21-22日・文京シビックホール）
- 『奥さまは魔法少女』第1巻発売記念 トーク&握手会 お姉ちゃんといっしょ、ということ（2005年10月25日・石丸電気ソフトワン）
- 『ああっ女神さまっ』井上喜久子クリスマストークショウ（2005年12月25日・ヨコハマプラザホテル）
- 『は〜い!井上商店』のテーマ「DOKI2ほりでぃ〜そらいけお父さん〜」CD発売記念イベント（2006年1月22日・アニメイト渋谷）
- 猫実工大文化祭 第一部 ファイナルトークショー（2006年2月5日・都立産業貿易センター 浜松町館）
- 『XXXHOLiC』『ああっ女神さまっ』合同イベント（2006年4月2日4・日本教育会館 一ツ橋ホール）
- はーい キャラメル商店ですよ！First/Final（2006猫4月7日・XYZシネマズ蘇我）
- あっとまんぼう祭り（2006年5月4日・ヤクルトホール）
- Anime-TV CARNIVAL（2006年6月25日・パセラ横浜関内）
- 井上喜久子スペシャルトークショー（2006年7月15日・「日本横断!エムゲーム夏の陣」いまじん春日井南店）
- reading stage『キノの旅 -the Beautiful World-』第2部 「嘘つき達の国」「予言の国」（2006年8月11日・竹芝ニューピアホール）
- TBSアニメフェスタ2006（2006年8月19日 - 20日・文京シビックホール）
- WONDAFUL HOBBY LIVE 1（2006年8月20日・「ワンダーフェスティバル2006 夏」東京ビッグサイト）
- やっぱり!『テイルズオブ』ステージ（2006年9月23日・「東京ゲームショー」幕張メッセ）
- 『ああ女神さまっ』女神様降臨祭ステージ（2006年9月23日・「東京ゲームショー」幕張メッセ）
- 日俳連 無声映画 〜アテレコライブ イン サイレントムービー〜（ 2006年10月1日・四谷区民ホール）
- 声優口演 （2006年10月21日・帝京大学 八王子キャンパス）
- 日俳連 無声映画 〜アテレコライブ イン サイレントムービー〜（2006年10月22日 - 23日・尚美バリオホール）
- アニソンアイドル心-パート-（2006年11月20日・渋谷O-EAST）
- 井上喜久子クリスマスLIVEイベント お姉ちゃんとXmas（2006年12月24日・竹芝ニューピアホール）
- 日俳連人気声優大集合 ボイス玉手箱（2007年3月25日・「東京国際アニメフェア2007」東京ビッグサイト）
- 劇場版『キディ・グレイド』第一部上映記念トークイベント（2007年4月16日・テアトル新宿）
- サクラ大戦武道館ライブ 〜帝都・巴里・紐育〜（2007年5月13日・日本武道館）ロベリア・カルリーニ
- 劇場版『キディ・グレイド』第ニ部上映記念トークイベント（2007年6月23日、7月6日・テアトル新宿）
- 『ひぐらしのなく頃に 解』&劇場版『CLANNAD』&『To Heart 2』〜ニッショーホールで逢いましょう♪F〜上映トークライブ&公開録音（2007年6月23日・「フロンティアワークス ジョイントイベント」虎ノ門ニッショーホール）
- TBSアニメフェスタ2007（2007年8月11日 - 12日・文京シビックホール）
- お姉ちゃんの昼カラ♪夕カラ♪（2007年9月9日・カラオケパセーラ銀座店）@manbow会員イベント
- 劇場版『キディ・グレイド』第三部上映記念トークイベント（2007年9月14日・テアトル新宿）
- 劇場版『CLANNAD』公開初日舞台挨拶（2007年9月15日・シネマサンシャイン）
- インターネットラジオステーション 音泉 秋の新番組発表会（2007年9月22日・「東京ゲームショウ2007」幕張メッセ）
- ぽにきゃん@あきはばら 2 秋だ!祭りだ!ぽにきゃんだ!（2007年10月21日・「秋葉原エンタまつり」秋葉原UDXアキバスクエア）
- 声優口演2007（2007年10月28日・尚美バリオホール）
- ワイルドストロベリー ライブ（2007年11月4日・「浜松町グリーンサウンドFESTA」浜松町貿易センタービル）
- ワイルドストロベリー 結成記念ライブ（2007年11月10日・品川プリンスホテル クラブeX）
- Fanacy Frontier 11 開拓動漫祭11（2008年2月16日 - 17日・台湾大学総合体育館）
- 大正浪漫堂&SakuraCafe 閉店トークイベント（2008年3月15日・池袋Sakura Cafe）
- ワイルドストロベリー トーク&LIVE（2008年3月30日・「東京国際アニメフェア208」東京ビッグサイト）
- 井上喜久子トークライブinナンジャ声優ワールド（2008年4月1日・サンシャインシティ ナンジャタウン）
- ワイルドストロベリー 『アニメロディナイト』トーク&ライブ&お渡し会（2008年4月26日・HMV 池袋サンシャイン60通り店）
- ワイルドストロベリー デビューミニアルバム『アニメロディナイト』発売記念トークショー(2008年5月17日・アニメイト名古屋、5月18日・アニメイト日本橋 アニメイト三宮、5月25日･虎ノ門ポニーキャニオン）
- 『ロザリオとバンパイア』DVD第一巻発売記念イベント（2008年6月7日・日本教育会館 一ツ橋ホール）
- アニメロディライブ のいちご 1（2008年7月6日･吉祥寺 スターパインズカフェ）
- アニメロディライブ のいちご 2（2008年7月13日・川崎 セルビアンナイト）
- アニメロディライブ のいちご 3（2008年7月27日・秋葉原 CLUB goodman）
- TBSアニメフェスタ2008（2008年8月17日・文京シビックホール）
- コスプレで振り返る27年史（2008年9月7日・「山本麻里安BIRTHDAYイベント 」Studio Cube 326）
- 声優口演 in したコメ2008（2008年9月14日・「したまちコメディ映画祭 in 台東 2008」不忍池水上音楽堂）
- お姉ちゃんの20th SUPER SMILE MEMORIES☆（2008年9月23日・竹芝ニューピアホール）
- アニメロディライブ のいちご 4（2008年10月19日・江古田パディ）
- 声のから騒ぎ（2008年11月2日・「アニミックス2008 in OSAKA」インデックスOSAKA）
- アニメロディライブ のいちご 5（2008年11月16日・川崎 セルビアンナイト）
- 「ああっ女神さまっ」連載20周年ファン感謝イベント（2008年11月23日・講談社）
- アニメロディライブ のいちご6 ワイルドストロメリークリスマス（2008年12月23日・新横浜 サンフォニックスホール）
- 声フェスタ春 〜声の大響宴〜（2009年3月20日・「東京国際アニメフェア2009」連動企画 C.C.Lemonホール）
- 声事協ステージ 声のから騒ぎ 声の大響宴の裏側（2009年3月21日・「東京国際アニメフェア2009」東京ビッグサイト）
- 日俳連 人気声優大集合 ボイス玉手箱3!（2009年3月21日・「東京国際アニメフェア2009」東京ビッグサイト）
- 鋼の錬金術師 SPRING CARNIVAL '09（2009年4月4日・水道橋JCBホール）
- 『CLANNAD』ファン感謝イベント 〜この街の願いがかなう場所（2009年4月12日・竹芝ニューピアホール）
- OVA『機動戦士ガンダム MS IGLOO 2 重力戦線』完結記念オールナイト上映会「乾杯 ! IGLOO NIGHT FEVER」（2009年4月18日・テアトルダイヤ）
- アニメロディライブ のいちご7（2009年5月3日・川崎セルビアンナイト）
- ガンホー新作 MMORPG『グランディア オンライン』プレスカンファレンス（2009年5月20日・秋葉原UDX）
- アニメロディライブ のいちご8（2009年6月28日・秋葉原 CLUB goodman）
- 劇団ボイスマジック ドラマCD『東京探偵団〜残光の剣士･沖田総司〜』イベント（2009年7月5日・国立オリンピック記念青少年総合センター カルチャー棟）
- アニメロディライブ のいちご9（2009年8月16日・表参道 FAB）
- 噴水爆弾-1980年代songs!（2009年8月26日・テレビ朝日umuホール）
- したコメ声優ステージ リーディングコメディ  したまちカップルハリウッドへ行く（2009年9月23日・「したまちコメディ映画祭 in 台東 2009」不忍池水上音楽堂）
- 声優口演 in したコメ2009（2009年9月25日・「したまちコメディ映画祭 in 台東 2009」浅草公会堂）
- 『METAL GEAR SOLID PEACE WALKER』ステージイベント（2009年9月27日・「東京ゲームショー2009」幕張メッセ）
- 田中公平作家生活30周年記念コンサート -今度は、歌だ-（2009年11月1日・東京厚生年金会館）
- ワイルドストロベリー 結成2周年記念 スペシャルライブ（2009年11月8日・クラブ イクスピアリ）
- Magical☆Voice☆Party! -Silent & noisynight-（2009年12月12日 - 13日・テレビ朝日umuホール）
- ねとすた☆ガールズトーク（2009年12月19日・「ねとすたまつり2009」富士ソフト アキバプラザ）
- サクラ大戦 巴里花組ライブ 〜燃え上がれ自由の翼〜（2009年12月26日・青山劇団）ロベリア・カルリーニ
- サクラ大戦巴里花組＆紐育星組ライブ2010 〜可憐な花々 煌めく星々〜（2010年12月10日 - 12日・青山劇場）ロベリア・カルリーニ
- サクラ大戦武道館ライブ2 〜帝都・巴里・紐育〜（2011年10月7日・日本武道館）ロベリア・カルリーニ
- サクラ大戦巴里花組ライブ2012 〜レビュウ・モン・パリ〜（2012年12月26日 - 29日・青山劇場）
- 偉大の航道-田中公平動漫交響音楽会（2013年6月16日・台湾台北-国家音楽庁）ロベリア・カルリーニ
- 井上喜久子17才 声優生活25周年記念式典〜じくうを超えて〜（2013年11月3日・コートヤード･マリオット銀座東武ホテル）
- サクラ大戦巴里花組ショウ2014 〜ケセラセラ・パリ〜（2014年2月13日 - 16日・天王洲銀河劇場）ロベリア・カルリーニ
- ファンタシースターオンライン2 -ON STAGE-（2014年12月4日 - 7日・青山劇場）レイコ
- 声優口演SPECIAL（2015年11月7日・よみうりホール）
- 朗読劇「ヒア・カムズ・ザ・サン」（2016年4月16日・17日・23日・24日・DMM VR THEATER）トシの母
- 朗読バラエティーショウ「17'sメイドカフェ〜星に願いを☆〜」、「もも店長のクリスマスカラオケパーティー☆」（2016年12月24日・バトゥール東京）
- サークル『お姉ちゃんと少佐』（2017年12月29日・「コミックマーケット93」東京ビッグサイト）
- 井上喜久子17才（おいおい） 声優生活30周年記念イベント『ありがとう』（2018年11月17日・品川プリンスホテル）
- 声優紅白歌合戦（2019年4月14日・舞浜アンフィシアター）
- OSK SAKURA NIGHT 夢見ていよう（2019年7月17日、7月20日・京都南座）ロベリア・カルリーニ
- Otakon2019（現地時間2019年7月26日 - 27日・アメリカ ワシントンD.C. Walter E. Washington Convention Center）
- 朗読劇「セブンティーンズメイドカフェ&アネモネーゼスペシャルステージ」（2019年10月20日・品川プリンスホテル クラブeX）
- 純喫茶あねもねRまんさい出張版（2019年11月4日･「まんさい」高知市文化プラザ かるぽーと）
- 宇宙戦艦ヤマト2205 新たなる旅立ち 前章-TAKE OFF- 舞台挨拶（2021年10月9日・新宿ピカデリー）
- ノサカラボ朗読劇 アルセーヌ・ルパン813（2021年12月4日・5日・草月ホール）ビクトワール
- 声優紅白歌合戦2022（2022年1月4日・パフィシコ横浜 国立大ホール）
- 野村道子プロデュース 朗読歌劇　LaBoheme『ラ・ボエーム』〜愛あるかぎり〜（2022年1月8日・9日・杉田劇場）ミミ
- 宇宙戦艦ヤマト2205 新たなる旅立ち 前章-TAKE OFF- 舞台挨拶（2022年2月5日・新宿ピカデリー）
- アニメビレッジ トークショー（2022年6月25日・サウジアラビア ジェッダ 特設パビリオン）
- Non Fes III ノンフェス・サード（2022年5月21日・LINE CUBE SHIBUYA）
- ボイスシネマ声優口演 in 練馬（2022年8月20日・練馬文化センター）
- Non Fes Halloween Party Returns（2022年10月29日・メルパルクホール大阪）
- グワィニャオン2022年本公演「ジャンキー・チエの木人件」（2022年11月19日・シアターグリーン BIG TREE THEATE）
- ウマ娘プリティダービー 4th EVENT SPECIAL DREAMERS!! EXTRA STAGE（2022年11月5日・ベルーナドーム）安心沢刺々美
- サークル『お姉ちゃんと少佐』（2022年12月30日・「コミックマーケット101」東京ビッグサイト）
- 季節の朗読劇シリーズ#3 White horror【静寂】（2023年1月14日・品川インターシティホール）
- EMOTION 40th Anniversary Program『おねがい☆ティーチャー』20周年記念上映会 トークショー（2023年3月30日・新宿バルト9）
- 聖闘士星矢 the Beginning 公開記念イベント（2023年4月18日・TOKYO DOME CITY HALL）
- 井上喜久子声優デビュー35周年記念ライブ 17'Sエアライン☆時空の旅へようこそ（2023年10月7日・品川プリンスホテル クラブeX）
- ボイスシネマ 声優口演 in 有楽町（2023年10月21日・有楽町よみうりホール）
- 纐纈琴巴のサブホリ! in まんさいスペシャル 公開生放送（2023年11月4日・「まんさい」高知市文化プラザ かるぽーと）ゲスト
- まんさい親善大使の部屋版（2023年11月4日・「まんさい」高知市文化プラザ かるぽーと）飛び入り出演
- 純喫茶あねもねR まんさい出張版（2023年11月4日・「まんさい」高知市文化プラザ かるぽーと）
- マンサイダー6 ザ・ビギニング 地味に公開アフレコだぜ（2023年11月5日・「まんさい」高知市文化プラザかるぽーと）リン、ミラ（田中敦子の代役）の二役
- 駒田蒸留所へようこそ 公開記念舞台挨拶（2023年11月12日・TOHOシネマズ六本木ヒルズ）
- シアタークリエ プレミア音楽朗読劇 VOICARION XVII スプーンの盾 東京公演（2023年12月9日・11日・17日・23日・24日・日比谷シアタークリエ）マリー･グージュ
- シアタークリエ プレミア音楽朗読劇 VOICARION XVII スプーンの盾 大阪公演（2024年1月5日 - 6日・サンケイホールブリーゼ）マリー･グージュ
- 声優さんと振り返る名シーン〜新生10周年スペシャル〜 トーク&生アフレコ（2024年1月8日・「FINAL FANTASY XIV FAN FESTIVAL 2024 in 東京 day2」・東京ドーム）
- 朗読劇 CONTELLING「親の奢りで-2024 春-」(2024年3月9日・よみうり大手町ホール)
- CLANNAD 20 Years Later(2024年3月30日・「Kawaii Kon」ハワイコンベンションセンター)
- Meet Kikuko Inoue(2024年3月31日・「Kawaii Kon」ハワイコンベンションセンター)
- 井上喜久子 春のふんわりトークライブ（2024年4月28日・グレースパリ銀座）
- Animazement 2024（2024年5月24日 - 25日・アメリカ ノースカロライナ ローリー Raleigh Convention Center）
- おねがい☆ティーチャー 木崎湖で再開!20年目の木崎湖同窓会（2824年6月8日・大町市平公民館）
- 森功至バースデートークショー2024（2024年7月6日・新宿ロフトプラスワン）
- NAN DES KAN（2024年8月31日 - 9月1日・アメリカ コロラド オーロラ Gaylord Rockies Resort & Convention Center ）
- 『ゴミおばけがやってきた』公開記念イベント（2024年10月5日・ユナイテッド・シネマ豊洲）
- UWU Con(2024年11月1 - 日2日・アメリカ アリゾナ スコッツデール WestWorld of Scottsdale)
- 井上喜久子 秋のふんわりトークライブ（2024年11月17日・SHIDAXカルチャーホール）
- 声優グランプリ30周年記念 声グラFES.（2024年11月30日 - 12月1日・幕張メッセ）
- 魔法少女育成計画「プロジェクト restart」ファンイベント（2024年12月14日・草月ホール）
- プレミア音楽朗読劇VOICARION XIX スプーンの盾（2025年1月5日・18日・25日・シアタークリエ）マリー・グージュ
- 江戸川乱歩朗読劇「幻調乱歩大系」（2025年3月6日 - 9日、草月ホール）[398]
- 純喫茶あねもねR チャリティー朗読CD販売（文化放送 春のサテライトフェスティバル2025 ・2025年3月29日 - 30日・文化放送サテライトプラス）
- 「ダンダダン 」それってファンミじゃんよ!!（2025年4月26日・NEW PIER HALL）

### ラジオ
※はインターネット配信。

#### AMラジオ
- 井上喜久子のトワイライトシンドローム（1995年4月 - 10月、文化放送）
- 井上喜久子の瑠璃色アクアリウム（1995年10月 - 1996年3月、文化放送）
- かきくけ喜久子のさしすせSonata（1998年10月 - 1999年3月、文化放送）
- ヘキサムーン・ガーディアンズ 喜久子麻里安のお月様にお願い（1999年4月 - 2000年3月、文化放送）
- It's on!（2001年10月 - 2003年3月、AM KOBE）
- おねがい☆ティーチャー〜みずほ先生のはちみつ授業〜（2002年1月 - 10月、文化放送、ラジオ大阪）
  - おねがい☆ティーチャー はちみつ授業♥ほ・しゅ・う（2002年10月 - 2003年3月、文化放送、ラジオ大阪）
  - おねがい☆ティーチャー はちみつ新学期（2003年4月 - 6月、TBSラジオ、ラジオ大阪）
- おねがい☆ツインズ みずほ先生とはちみつツインズ（2003年7月 - 2004年3月、TBSラジオ、信越放送、ラジオ大阪）
- 井上喜久子のキャラメルハイツ（2002年10月 - 2005年3月、文化放送）
- セガサミーアワー はーい井上商店ですよ!（2005年4月 - 2006年3月、文化放送）
- 井上喜久子のどうする!? 17歳（2006年10月28日、文化放送）

#### FMラジオ
- とことん歌う声優コレクション（2011年8月16日 - 27日、NHK-FM）
- 今日は一日“歌う声優”三昧（2012年12月24日、NHK-FM）

#### BSデジタルラジオ
- 井上喜久子のおさかなラジオ（2000年11月 - 2002年3月、BSQR489）
  - 井上喜久子のしいたけラジオ（2002年4月 - 2003年3月、BSQR489）
  - 井上喜久子のキャラメルタウン（2003年3月 - 2006年3月、BSQR489）

#### インターネットラジオ
- おねがいアワー みずほ先生の個人授業（2004年5月 - 2005年3月、BEAT☆Net Radio!※）
- お姉ちゃんは魔法少女?（2005年6月 - 10月、TE-A room※）
- 渚と早苗のおまえにレインボー（2007年10月 - 2008年10月、音泉※、アニメイトTV※）
  - 渚と早苗と秋生のおまえにハイパーレインボー（2008年10月 - 2009年4月、音泉※、アニメイトTV※）
- 井上喜久子 魅惑のおしゃべりメロン（2008年3月 - 2012年12月、キャララジオ※、HiBiKi Radio Station※）
- 井上喜久子のアフタヌーンラジオ（2010年、アフタヌーンKCまつり公式サイト※、ニコニコ動画※）
- 日髙さんと井上さん♡夏の大感謝祭（2010年7月、超!A&G+※）
- It's a Voiceful World〜ラジオショーへようこそ!〜（2010年10月10日 - 2014年10月5日、超!A&G+※）
- 井上喜久子のああっ女神さまっRADIO（2010年11月25日 - 2011年2月25日、講談社公式サイト※、ニコニコ動画※）
- 音の間に間に!謎惑RADIO☆（2011年5月 - 6月、『謎惑館 〜音の間に間に〜』公式サイト※）
- 乙女ユニオン結成!麻衣とゆいのユグドラジオ（第5回）
- 純喫茶 あねもねR（2016年4月17日 - 、文化放送Podcast※）

### トークCD
- 井上喜久子のまんぼう放送局
- 井上喜久子の瑠璃色アクアリウム 〜まんぼう放送局2〜
- 井上喜久子の瑠璃色アクアリウム・スペシャル 〜まんぼう放送局3〜
- 井上喜久子の瑠璃色アクアリウム・セレクション
- 井上喜久子の月刊お姉ちゃんといっしょ（〈創刊準備号：非売品、シングル〉[400]、1月号 - 12月号〈アルバム〉）
- 井上喜久子の月刊お姉ちゃんといっしょ増刊号 クラシック（同シリーズ使用楽曲収録サントラ、初回限定特典 井上喜久子朗読シングルCD ウェンデにゃん小劇場「ぼくの名前はウェンデにゃん」封入）
- 井上喜久子の月刊お姉ちゃんといっしょ増刊号 クラシックII（同シリーズ使用楽曲収録サントラ第2弾）
- 井上喜久子の月刊お姉ちゃんといっしょホームページCD（CD EXTRA、2枚組）
  - デジタルデータとして1月号 - 12月号発売時に連動して展開していたホームページ[402]、およびバラエティにとんだミニコンテンツのデータと、CD-DAで創刊準備号完全版・けっていのうたメドレーなどの音声コンテンツを収録）
- 井上喜久子の新お姉ちゃんといっしょ（冬の号・春の号・夏の号・秋の号）
- 井上喜久子のアネカンRADIO（Vol.1 - 3〈アニカンR付録〉Vol.4〈別冊アニカンR 002付録〉）
- よりぬきキャララジオ.1（CD EXTRA、CD-DAで「井上喜久子 魅惑のおしゃべりメロン第3回を一部新録再編集で収録）
  - よりぬきおしゃべりメロン（DVD-ROM、「井上喜久子 魅惑のおしゃべりメロン」の内配信版から54回分と新録未配信の第101回を収録した選集、MP3形式による音声データのみ）
- 癒されBar若本 the CD vol.01（2枚組、2枚目のDATE CDに井上喜久子出演の第7回、第8回をMP3で収録）

### ドラマCD
- ああっ女神さまっ 三神デビュー・パック（ベルダンディー：ああっ女神さまっ）
- アイドルプロジェクト クライム♥プランニング（コルベット・ハイヤーズ）
- 秋桜の空に -新緑の若葉-（楠璃奈）
- 悪魔で候 ドラマCD（斉藤時子）
- 阿佐ヶ谷Zippy ドラマCD（犬神の戒狷）
- AQUA Drama CD I（アリシア・フローレンス）
- あやかし忍伝くの一番外伝 其之壱〜謎?謎!くの一挑戦状〜（遠野深雪）
- あやかし忍伝くの一番外伝 其之弐〜夏だ!海だ!くの一逆襲編〜（遠野深雪）
- ARIA Dorama CD I - II（アリシア・フローレンス、ヒメ・M・グランチェスタ）
- アリアンロッド･サガ ファンブック　Fellowship of Stone〜竜輝石の仲間たち〜 ドラマCD「想い出フロントライン」（ティナ・アヴェルシア）
- ありす･イン･サイバーランド ラジオドラマCD vol.1 - 3（ルシア）
- アンバランス×2（高梨エリナ）
- いつでも召喚!サモンナイト4 vol.1 DJ +ドラマCD（メリアージュ）
- Weiß kreuz Dramatic Image Album （バーマン / 高岡キョーコ）
- Weiß kreuz Dramatic Precious 1st stage-3rd stage（バーマン / 高岡キョーコ）
- VALKYRIE DRIVE -MERMAID- オリジナルドラマCD メガミマガジン応募者全員サービス（風巳とりの）
- うみねこのなく頃に Episode R -Radio of the golden witch- 第1巻 DJ-CD（新録パートゲスト）
- ウルトラ怪女子図鑑ドラマCD（メフィラス星人）
- AIR 第7巻 SUMMER（裏葉）
- NG騎士ラムネ&40 3 ときめき!裏の三姉妹（ショコラ）
- おねがい☆ツインズ みずほ先生とはちみつツインズ ドラマアルバム 1時間目 - 3時間目（風見みずほ）
- おねがい☆ティーチャー みずほ先生のはちみつ授業 ドラマアルバム Vol.1 - Vol.4(風見みずほ)
- おねがい☆ティーチャー みずほ先生のハイパーはちみつ授業（特別編）〜みずほ先生の丼（どんぶり）〜（風見みずほ）
- がぁーでぃあんHearts EXTRA EPISODE（蓼科音）
- 解決!キャラメルポリス その1 - その3（きゃんりにんさん）
- 風の大陸 CDシネマ1 邂逅編 上（シレーナ姫）
- 空の境界 ドラマCD（蒼崎橙子）
- Girl Friends（エンジェルス：電脳戦隊ヴギィ'ズ★エンジェル）
- ガン×ソード シリーズ（カルメン）
  - ガン×ソード バラエティ・アルバム「いつだって波乱ヴァン丈」
  - ガン×ソード エピソード＋
- KEY THE METAL IDOL RADIO PROGRAM #4「東京」（巳真兎与子）
- キャラメル!ポリスアカデミー 1 - 2（きゃんりにんさん）
- CLANNAD -クラナド- ドラマCD（古河早苗）
- CLANNAD 光見守る坂道で ドラマCD（古河早苗）
- CLANNAD -クラナド- ラジオCD 渚と早苗のおまえにレインボー Vol.1 - Vol.4
- CLANNAD -クラナド- ラジオCD 渚と早苗と秋生のおまえにハイパーレインボー Vol.1 - Vol.2
- CLANNAD -クラナド- 渚と早苗と秋生のおまえにハイパーレインボー 特別録りおろしCD
- コールド・ゲヘナ（切音・アーシュレイ）
- CDシアター ドラゴンクエストV（フローラ）
- 〆切様におゆるしを（仲嶋亜矢子）
- 白いリングへオリジナルドラマCD（疑似ラジオ番組パーソナリティ井上喜久子）SFCソフト“白いリングへ”販促用非売品
- 真・女神転生デビチル キャラクターズファイル3（クール）
- SUDA 51'S SDATCHER-INSPIRED by "SNATCHER"（ジェミー・シード）
- スクラップド・プリンセス（ラクウェル・カスール）
- ストリートファイターII外伝 〜キャミィ・闘いの序曲〜（イザベル）
- 超鋼戦紀キカイオー ドラマアルバム（巽サオリ）
- ツインビーPARADISE（メローラ姫、占い師）
- D→A:BLACK ドリームコレクション Vol.5（和泉恵都）
- 電脳戦隊ヴギィ'ズ★エンジェル vol.0 - vol.5（橘栞）
- 電脳戦隊ヴギィ'ズ☆エンジェル 外伝　進め!スーパー･エンジェルス 其の壱 - 其の六（橘栞）
- 東京探偵姫〜残光の剣士・沖田総司（小野沢菊枝）
- Dr.HAYAMI presents S.S.D.S. 愛の時･迷宮〜あいのときめき〜 vol.1 - vol.3（Dr.MINAMOTO）
- バーヴェリアン四重奏（川上咲子）
- 這いよれ! ニャル子さんGX フェイタルアトラクション（八坂頼子）
- FALCOM SPECIAL BOX '96 [DISC2] CDドラマ ブランディッシュ外伝（ドーラ）
- FALCOM SPECIAL BOX '97 [DISC1] CDドラマ 英雄伝説III VS ブランディッシュ+VT（ドーラ）
- ひぐらしのなく頃に解 ドラマCD 祭囃し編、皆殺し編、罪滅し編（園崎茜）
- Purism×Egoist ドラマCD Vol.1 - 3（フィジカ）
- ベルサイユのばら -忘れ得ぬ人・オスカル-（マリー・アントワネット）
- プリンセス・オブ・ダークネスドラマCD（黒原まき / プリンセス・オブ・ダークネス）
- 本好きの下剋上 ドラマCD 6 (エルヴィーラ・トータ・グートハイル・フラオ・リンベルク、エグランティーヌ・トータ・アドティ・クラッセンブルク）
- 本好きの下剋上 ドラマCD10（エルヴィーラ・トータ・グートハイル・フラオ・リンベルク、ツェント・エグランティーヌ）
- MIND ASSASSIN 3（佐倉夕夏里）
- 魔法使いの嫁（チセの母）※第5巻初回限定版付属CD
- みつどもえ ドラマCD 伝説のはじまり（杉崎麻里奈）
- メタルギアソリッド3（ザ・ボス）
- メタルギアソリッド4（サニー）
- らき☆すた ドラマCD（柊みき）
- Lamento -BEYOND THE VOID- DRAMA CD Vol.2（カヤ）
- Rio Sound Hustle! -MEGA盛-（Risa / リサ・ロリンズ）
- Rio Sound Hustle! -Rina盛-（Risa / リサ・ロリンズ）
- 流星皇子TOMMY（流星皇妃MAMMY）
- りょー子先生の診療室〜迷える子羊には愛のムチよ〜（峰菱遼子）
- ルナ・シークレット（ルナ）
- 浪漫倶楽部（源氏雛子）
- ユウヤケホタル（ほたるの母[403]）

### ナレーション
- スター・チャンネル番組案内（スターチャンネル）
- マルバレ!（日本テレビ）
- 島田検定!! 国民的潜在能力テスト（TBS）
- ★愛と誠★（TBS）
- UN街（TBS）
- ウンナンのラフな感じで。（TBS）
- ぶっちゃけ!99（TBS）
- アイチテル!（TBS）
- 未知の世界を撮りたい 驚き（秘）映像ハンター!ドリームビジョン（日本テレビ）
- 日本を救うのは私だ!大改革!!法案ファイト!（2006年1月28日、テレビ朝日）
- 勉強してきましたクイズ ガリベン!（テレビ朝日）
- 大丈夫!?我が家の財産（テレビ東京）
- 所さん&おすぎの偉大なるトホホ人物伝（テレビ東京）
- ニッポン縦断おかず発見!ルート88（中京テレビ）
- 爆笑問題のニッポンの教養（NHK）
- 第36回日本アカデミー賞授賞式（2013年3月8日、日本テレビ）
- AbemaPrime 金曜担当（2016年 - 、AbemaTV）
- ウワサのお客さま（2020年1月 - 、フジテレビ）

### バラエティ
- ゴジラ王国（1996-1997年、テレビ東京）博士 役[15]
- TVチャンピオン アキバ王選手権（2005年9月15日放送、テレビ東京）
- 学校へ行こう!MAX 秋の大収穫祭!!夢見るニッポン学生 完全応援スペシャル（2005年9月20日放送、TBS）
- 櫻井孝宏の（笑）（2007年4月29日放送、AT-X）
- ザ☆ネットスター!（2009年11月6日放送、BS2）
- 番宣部長（AT-X） - フィラー番組、2009年12月度MC
- 声優バラエティー SAY!YOU!SAY!ME!（テレビ愛知、2011年5月・7月度読み人）
- 爆笑問題のニッポンの教養 イグノーベル賞スペシャル（2011年9月22日放送、NHK総合）
- 声優と夜あそび（2018年10月15日放送・ゲスト、AbemaTV）
- レジェンド声優お姉様と一緒に旅に行こう（2023年9月24日放送・共演者 松本梨香、ニコニコチャンネル）

### その他コンテンツ
- アニメイトカセットコレクション やったらこうなっちゃったナディア（エレクトラ）
- さっちゃんのきもち（動画サークル「ちーむどらむすこ」製作Flashムービー・妙子役 他）
- ぷよぷよ の〜てんSPECIAL（ハーピー）
- 有楽町アニメタウン（ニッポン放送・2006年9月3日ゲスト）
- CRかぐや物語!（サンセイR&Dパチンコ機・かぐや姫 夢月）
- CR忍術決戦月影（サンセイR&Dパチンコ機 夢月）
- CR超絶合体SRD（サンセイR&D パチンコ機・エミー）
- 第2回「キングラン アニソン紅白2010 supported by スカパー!」（2010年12月31日、スカパー!スカチャンHD・おさかなペンギンで、生歌を披露）
- デビルサバイバー2 プロモーションビデオ（ティコ役、ナレーション）[404]
- 『ティアラ!』 ふろくドラマCD ティアラ名作劇場「ふしぎの国のアリス」（おはなしのお姉さん）
- 温泉むすめ（潤目アリア）
- パチスロ ガールフレンド（仮）〜聖櫻学園メモリアル〜（天都かなた）
- CRバック・トゥ・ザ・フューチャー（ジェニファー・パーカー）
- 天才てれびくんYOU（とれじゃーの）
- VOCALOID 5/VOICEROID2/Synthesizer V AI/VOICEPEAK 桜乃そら（桜乃そらの音声データ）[405]
- バイオ村であそぼ♪（ドミトあねちゃん）
- MAPLUSキャラdeナビ（井上喜久子の音声データ）
- TRUE WIRELESS STEREO EARPHONES アニメ『プラチナエンド』モデル（2021年、メイザ[406]）
- GENJI FANTASY ネコが光源氏に恋をした（2019年、宇治市源氏物語ミュージアム内オリジナルアニメ、紫式部役)
- 悪役令嬢は溺愛ルートに入りました!? PV（2021年[407]、女性の声）
- 勇者パーティーを追放された俺だが、俺から巣立ってくれたようで嬉しい。……なので大聖女、お前に追って来られては困るのだが? PV（2021年[407][408]、女性の声）

## ディスコグラフィ

### シングル
|     | 発売日         | タイトル           | 規格品番   | オリコン 最高位 |
| --- | -------------- | ------------------ | ---------- | --------------- |
| 1st | 1994年6月17日  | おかえりなさい     | PCDG-00062 | 54位            |
| 2nd | 1998年11月18日 | どうぞよろしくね。 | PCDG-00102 |                 |

### アルバム
|      | 発売日         | タイトル                                     | 規格品番   | オリコン 最高位 |
| ---- | -------------- | -------------------------------------------- | ---------- | --------------- |
| 1st  | 1994年2月2日   | 優美なおさかな elegant fish                  | PCCG-00249 | 28位            |
| 2nd  | 1994年9月7日   | ただいま                                     | PCCG-00270 | 31位            |
| 3rd  | 1994年9月21日  | merry fish〜sound & photo book〜             | PCCG-00271 | 54位            |
| 4th  | 1995年10月20日 | 不思議なおまじない〜ただいま2〜              | PCCG-00346 | 42位            |
| 5th  | 1996年7月3日   | ふんわり、のびのび Perfect Solo Collection   | PCCG-00355 | 42位            |
| 6th  | 1998年9月2日   | しあわせタンバリン〜けっていのうたアルバム〜 | PCCG-00462 | 83位            |
| 8th  | 1999年3月17日  | みずうみ                                     | PCCG-00484 |                 |
| 9th  | 1999年8月18日  | 僕らのベストだ、お姉ちゃん                   | PCCG-00506 |                 |
| 10th | 2000年6月21日  | たのしいこと                                 | PCCG-00541 | 99位            |
| 11th | 2002年10月17日 | ひだまり                                     | PCCG-00599 |                 |
| 12th | 2003年12月17日 | そらいろのえほん                             | PCCG-00629 | 219位           |
| 13th | 2010年2月17日  | 井上喜久子 ベスト・コレクション              | PCCS-00089 |                 |
| 配信 | 2023年9月27日  | まるっとウェンデにゃん                       | PCSP-05315 |                 |

### 歌手参加楽曲
| 発売日        | 商品名                                                              | 歌         | 楽曲                                 | 備考                                                                       |
| ------------- | ------------------------------------------------------------------- | ---------- | ------------------------------------ | -------------------------------------------------------------------------- |
| 1999年8月18日 | TILES COMPLEX -優しくフラれたい-/抱きしめて 〜"click" in my heart〜 | 井上喜久子 | 「TILES COMPLEX -優しくフラれたい-」 | ドリームキャスト用ソフト『電幻天使対戦麻雀シャングリラ』オープニングテーマ |

### キャラクターソング
| 発売日   | 商品名                                             | 歌                                                         | 楽曲                                  | 備考                                             |
| 1997年   | 1997年                                             | 1997年                                                     | 1997年                                | 1997年                                           |
| -------- | -------------------------------------------------- | ---------------------------------------------------------- | ------------------------------------- | ------------------------------------------------ |
| 3月21日  | MACROSS DIGITAL MISSION VF-X ORIGINAL SOUNDTRACK   | ミルキードールズ                                           | 「Only You」                          | ゲーム『マクロス デジタルミッション VF-X』関連曲 |
| 8月7日   | あなたのBirthday                                   | ベルダンディー（井上喜久子）                               | 「あなたのBirthday」 「なみだの意味」 | OVA『ああっ女神さまっ』関連曲                    |
| 2002年   |                                                    |                                                            |                                       |                                                  |
| 10月23日 | ちょびっツ 絵本CD「だれもいない町」                | 日比谷千歳（井上喜久子）                                   | 「真珠のように」                      | テレビアニメ『ちょびっツ』イメージソング         |
| 2007年   |                                                    |                                                            |                                       |                                                  |
| 9月27日  | CLAYMORE INTIMATE PERSONA 〜キャラクターソング集〜 | ミリア（井上喜久子）                                       | 「幻影」                              | テレビアニメ『CLAYMORE』関連曲                   |
| 2015年   |                                                    |                                                            |                                       |                                                  |
| 12月30日 | 魔法少女オーバーエイジ GENERATION TRIAD            | 酒井冴子（井上喜久子）                                     | 「魔法と雨のメモワール」              | ライトノベル『魔法少女オーバーエイジ』関連曲     |
| 2016年   |                                                    |                                                            |                                       |                                                  |
| 11月23日 | Musica Magica                                      | カラミティメアリ（井上喜久子）、マジカロイド44（新井里美） | 「魔法少女は嗤う」                    | テレビアニメ『魔法少女育成計画』関連曲           |
| 2022年   |                                                    |                                                            |                                       |                                                  |
| 8月17日  | てっぺんっ天国 〜TOP OF THE LAUGH!!!〜             | 高橋よもぎ（愛美）、バーバア（井上喜久子）                 | 「あくまで手毬唄」                    | テレビアニメ『てっぺんっ!!!』挿入歌              |

### ユニット
- 乱馬的歌劇団御一行様
  - 乱馬ダ☆RANMA（シングル）（1990年4月21日発売、ポニーキャニオン）
- DoCo（井上喜久子、林原めぐみ、日髙のり子、佐久間レイ、高山みなみ）
  - 思い出がいっぱい（シングル）（1991年1月21日発売、ポニーキャニオン）
  - 乱馬的企画音盤III らんま1/2 DoCoファースト（アルバム）（1991年7月21日発売、ポニーキャニオン）
  - らんま1/2 DoCo☆Second（アルバム）（1994年12月16日発売、ポニーキャニオン）
- おさかなペンギン（井上喜久子&岩男潤子）
  - おさかなペンギンのテーマ（シングル）（1995年7月5日発売、ポニーキャニオン）
    - 『アニメ雑誌の編集は3日やったらやめられない』（副編ブラザーズ）のカップリング、初回版のみ「おさかなペンギン」ジャケット。

  - おさかなペンギンCD（1995年7月21日発売、ポニーキャニオン）
    - 初回特典「ピクチャーCD」。
- しあわせクロワッサン（井上喜久子&山本麻里安）
  - Lu・puty・La・puty（シングル）（1999年発売、ファーストスマイル・エンタテインメント/ポニーキャニオン）
  - しあわせさん（1999年9月1日発売、ファーストスマイル・エンタテインメント/ポニーキャニオン）
- きゃんりにんさん&キャラメルポリス（井上喜久子）
  - Sweet Caramel Town（マキシシングル）（2003年6月15日発売、アンダーグラウンド・リベレーション・フォース・レコード）
  - キャラメル!ポリスアカデミー キャラクターソングアルバム（2004年10月22日発売、アンダーグラウンド・リベレーション・フォース・レコード/ジェネオンエンタテインメント）
- ナナケンキッコ（井上喜久子&井上健〈鷲崎健〉&井上奈々〈井ノ上奈々〉）
  - DOKI2ほりでぃ〜そらいけお父さん〜（マキシシングル）（2005年12月22日発売、ウェーブマスター）
- TWO-HAN PRINCESS（井上喜久子&菊地由美）
  - 「おいしいツーハン生活」、「いのりの唄」（2007年2月14日発売、KONAMI）
    - 『HIDECHAN! Radio. 2.5 TWO-HAN PRINCESS SINGLES + MUSIC & DRAMA CD』（2枚組）に収録。
- ワイルドストロベリー（井上喜久子&まるたまり&小笠原純子）
  - アニメロディナイト（2008年4月25日発売、ポニーキャニオン）
  - アニメロディナイトII（2011年6月15日発売、ポニーキャニオン）

### アニメ・マンガ・ゲーム作品関連
- ああっ女神さまっ 三神デビュー・パック（ベルダンディー：ああっ女神さまっ）
- 阿佐ヶ谷Zippy（戒狷）
- あなたのBirthday（ベルダンディー：ああっ女神さまっ）
- ARIA Drama CD I - II（アリシア・フローレンス、ヒメ・M・グランチェスタ）
  - AQUA Drama CD I
- アリアンロッド・サガファンブック　Fellowship of Stone〜竜輝石の仲間たち〜　ドラマCD「思い出フロントライン」（ティナ・アヴェルシア）
- CDシアター ドラゴンクエストV（フローラ）
- E夢、見よう!（芽美&聖良：怪盗セイント・テール）
- Weiß kreuzシリーズ（バーマン）
  - Weiß kreuz Dramatic Image Album
  - Weiß kreuz Dramatic Precious 1st stage
  - Weiß kreuz Dramatic Precious 2nd stage
  - Weiß kreuz Dramatic Precious 3rd stage
- 悪魔で候（斉藤時子）
- DJCD『うみねこのなく頃に』Episode R -Radio of the golden witch- 第1巻（新録パートゲスト）
- 空の境界 ドラマCD（蒼崎橙子）
- がぁーでぃあんHearts EXTRA EPISODE（蓼科音）
- Girl Friends（エンジェルス：電脳戦隊ヴギィ'ズ★エンジェル）
- Gimme Love（エンジェルス：電脳戦隊ヴギィ'ズ★エンジェル）
- ドラマCD CLANNAD -クラナド-（古河早苗）
  - ドラマCD CLANNAD 光見守る坂道で（古河早苗）
- CLANNAD -クラナド- ラジオCD（各巻2枚組、2枚目にwebラジオをMP3で13回分収録、タブリエ・コミュニケーションズ/ポニーキャニオン）
  - 渚と早苗のおまえにレインボー Vol.1 - Vol.4
  - 渚と早苗と秋生のおまえにハイパーレインボー Vol.1 - Vol.2
- 渚と早苗と秋生のおまえにハイパーレインボー 特別録りおろしCD（タブリエ・コミュニケーションズ。ジーストア・ドット・コムとイベントのみの限定販売商品『CLANNAD 録りおろしCD付グッズセット』に封入）
- 秋桜の空に（楠璃奈）
- “白いリングへ”オリジナルドラマCD（疑似ラジオ番組パーソナリティ井上喜久子役：SFCソフト“白いリングへ”販促用非売品、ポニーキャニオン）
- 真・女神転生 デビチル キャラクターズファイル3（クール：真・女神転生デビルチルドレン）
- ツインビーPARADISE（メローラ姫、占い師）
- DJ＋ドラマCD 「いつでも召喚！サモンナイト4」 Vol.1（メリアージュ）
- D→A:BLACK ドリームコレクション Vol.5（和泉恵都）
- 東京探偵姫〜残光の剣士・沖田総司（小野沢菊枝）
- 這いよれ! ニャル子さんGX フェイタルアトラクション（八坂頼子）
- FALCOM SPECIAL BOX '96 [DISC2] CDドラマ ブランディッシュ外伝 （ドーラ）
- FALCOM SPECIAL BOX '97 [DISC1] CDドラマ 英雄伝説III VS ブランディッシュ+VT（ドーラ）
- ひぐらしのなく頃に（園崎茜）
- ベルサイユのばら－忘れ得ぬ人・オスカル－（マリー・アントワネット）
- プリンセス・オブ・ダークネス ドラマCD（黒原まき / プリンセス・オブ・ダークネス）
- 魔法使いの嫁（チセの母[410]）※第5巻初回限定版付属CD
- メタルギアソリッド3（ザ・ボス）
- メタルギアピースウォーカー（チコ）
- メタルギアソリッド4（サニー）
- らき☆すた ドラマCD（柊みき）
- Lamento -BEYOND THE VOID- DRAMA CD Vol.2（カヤ）
- 浪漫倶楽部（源氏雛子）
- 流星皇子TOMMY
- りょー子先生の診療室〜悩める子羊には愛のムチよ〜（峰菱遼子、りょー子先生）
- ウルトラ怪女子（メフィラス星人）

### その他・企画物等
- Anime Toonz Vol.1 Presents: Kikuko Inoue（2001年4月10日発売、SonyDISCOS・JELLYBEAN RECORDINGS）（海外版）
  - Anime Toonz Vol.1 - 2 (SonyDISCOS・JELLYBEAN RECORDINGS) （海外版）
    - シリーズ1と2のセット版。内容は上記と同じで2枚組。2は川村万梨阿。
- 井上喜久子の百人一緒（シングル）（非売品、学研Looker全員サービス）
- GACKT PERFECT STORY BOOK「RE:BORN」
- ドラマCD 解決!キャラメルポリス
  - その1 - その3（アンダーグラウンド・リベレーション・フォース・レコード）
- ドラマCD キャラメル!ポリスアカデミー
  - その1、その2（アンダーグラウンド・リベレーション・フォース・レコード / ジェネオンエンタテインメント）
- Come across 〜DEARS朗読物語〜Vol.4「日本の昔話3」
- Class words GWAVE SuperFeature's vol.8 初回特典Special Disc 「朗読 Class words」（2008年3月28日発売、イマ・エンターテイメント）
- 声優フェスタ・春 声の大饗宴 声有第一中学校 新任教師の大災難（2009年7月16日発売、JSYCC 日本声優事業社協議会）
- 先生がイロイロと熱心で眠れないCD（水谷響子）（2009年2月18日発売、EDGE RECORDS/Beatniks Inc.）
- ダンシング・クィーン（1998年11月21日、「カントリー・ロード」と「愛の告白」を歌唱）
- テストに出るっ!
  - 日本の歴史年表（れき）
  - 世界の歴史年表 上巻・下巻（れき）
  - 世界の偉人物語（れき）
- 富井の古典文法をはじめからていねいに 同梱CD（東進ブックス）
- honeybee 羊でおやすみシリーズ Vol.9 「あなたのそばを離れません」
- Rio Sound Hustle! -MEGA盛-（Risa / リサ・ロリンズ）
- Rio Sound Hustle! -Rina盛-（Risa / リサ・ロリンズ）※ドラマパートに出演
- りょー子先生の診療室〜迷える子羊には愛のムチよ〜（峰菱遼子）
- はま寿司（タッチパネルの声、期間限定、2025年3月26日 - 6月25日） - 「タッチパネルの左下（店員呼出 その他）をタッチ→声優変更をタッチ→井上喜久子をタッチ（2025年5月下旬 から、Ver.1 Ver.2の2種類）で使用。」

### 映像作品
- Another elegant fish MAKING OF 『優美なおさかな』（VHS）（1994年、ポニーキャニオン）
  - CD『優美なおさかな』購入者を対象に行われた『elegant fish（VHS・LD）』先行予約キャンペーンで抽選で100名にプレゼントされた。『Oto-Boke LD』『fishes』にも再録。
- elegant fish（VHS・LD）（1994年3月2日発売、ポニーキャニオン）
  - 『fishes』にも再録。
- アニメV全員サービスビデオ 井上喜久子INマンボウ島――MAKING OF 『merry fish』――（VHS）（1994年、学研・ポニーキャニオン）
  - 学研、『月刊アニメV』にて応募者全員サービス（有償）された。『Oto-Boke LD』『fishes』にも再録。
- merry fish（VHS・LD）（1994年9月21日発売、ポニーキャニオン）
  - 『fishes』にも再録。
- おさかなペンギンTV（VHS・LD）（1995年9月6日発売、ポニーキャニオン）
  - 岩男潤子とのユニット『おさかなペンギン』のミュージックビデオ。
- true fish（VHS・LD）（1995年10月20日発売、ポニーキャニオン）
  - 『fishes』にも再録。
- Oto-Boke LD（『ふんわり、のびのび Perfect Solo Collection』に封入）（1996年7月3日発売、ポニーキャニオン）
  - 『Another elegant fish』『井上喜久子INマンボウ島』も収録。『fishes』にも再録。
- fishes（DVD）（1998年3月18日発売、ポニーキャニオン）
  - 『elegant fish』『merry fish』『true fish』『Oto-Boke LD』収録。
- 井上喜久子の帰ってきた「お姉ちゃんといっしょ」VIDEO増刊号（VHS・LD・DVD）（1998年9月18日発売、ポニーキャニオン）
- 淡水魚〜アルバム「みずうみ」より〜（VHS・LD・DVD）（1999年5月19日発売、ポニーキャニオン）
- DVD・ボイス・アニメージュvol.11 井上喜久子大特集!!（DVD）（2002年1月23日発売、徳間ジャパンコミュニケーションズ）
- キャラメル!ポリスアカデミー ぷちっミュージカル未来からきたポリス DVD（DVD）（2005年2月25日発売、アンダーグラウンド・リベレーション・フォース・レコード / ジェネオンエンタテインメント）
- 井上喜久子 in ワンダーランド〜アニエスを探して〜 Kikuko Inoue in Wonder Land 〜Look for agnes〜（DVD）（2005年10月25日発売、メディアファクトリー）
  - 『奥さまは魔法少女』DVD第1巻初回限定版特典。
- 朗読劇 電車男（DVD）（2006年8月18日発売、デックスエンタテインメント）
- THE 声優マガジン VOICHA!（ボイチャ!）Vol.7 特別付録DVD映像特典 声優フェスタ春〜声の大響宴〜（コメント）（2009年3月10日発売、シンコーミュージック・エンタテイメント ISBN 978-4-401-63284-8）

### デジタルコンテンツ・データ配信
- 井上喜久子のボイスクロック For Windows（CD-ROM For Win）（タキコーポレーション・Wishbone）
- Spinnakerキャラコレ カレンダー 井上喜久子（CD-ROM For Win & Mac）（2004年12月24日発売、スピンネーカ）
- 17歳（笑）のシャボン玉ソング・消えないよ♪（iTunesコンテンツ、無償）（2007年4月17日より毎月17日配信、@manbow）
  - トークも入ったファンクラブ会員版もあり。
- iJockey 井上喜久子 voice jockey（iTunesコンテンツ）（2008年4月4日配信、ポニーキャニオン）
- しあわせphotograph vol.1〜お花編〜井上喜久子電子写真集（携帯電話アプリケーション）（2008年8月頃配信、角川モバイル）
- 『知ってるだけで恥ずかしい 現代オタク用語の基礎知識』特典おしかり音声（同書籍、藤原実著、ディスカヴァー・トゥエンティワン出版、2009年5月19日発売 ISBN 978-4-88759-713-6、を期間限定でAmazon.co.jpで購入し、キャンペーンサイトに登録すると毎日一つずつダウンロード可能なWAVオーディオデータ。2009年6月12日 - 8月20日の70種+サンプル1種）
- Mac音ナナシリーズ Mac音ココ（GarageBand用AIFFデータ集）（2009年9月30日発売、MI7 Japan、act2）

## 書籍
- Dream time（1995年、ムービック）
- 井上喜久子―ラ・シレーヌ（1996年、角川書店）
- 富井の古典文法をはじめからていねいに（2002年、東進ブックス）
- 英単語FORMULA1700 CD & カード（2006年、東進ブックス）
- 井上喜久子17才です「おいおい! 」（2022年9月24日、主婦の友社）